# John Wesley
John Wesley (Epworth, 17 de junio de 1703-Londres, 2 de marzo de 1791) fue un clérigo y teólogo anglicano británico.
A John Wesley junto con su hermano Charles Wesley se les reconoce como importantes predicadores, de cuya palabra se inspiró el Movimiento Metodista inglés, que comenzó cuando adoptó la costumbre de realizar prédicas al aire libre de una manera similar a George Whitefield. No obstante, Wesley no fundó el metodismo como una denominación cristiana; por el contrario, expresó su deseo de que esto no ocurriera cuando declaró:

"Desearía que el nombre 'metodista' nunca vuelva a ser mencionado otra vez, sino que se perdiera en el eterno olvido".

## Vida y obra

### Primeros años
Fue el decimoquinto de diecinueve hijos (de los cuales nueve murieron durante la infancia) de Samuel y Susana Wesley. El padre de Wesley era predicador, y la madre una mujer notable en cuanto a sabiduría e inteligencia. Se trataba de una persona de profunda piedad que educó a sus hijos en estrecho contacto con las historias de la Biblia, contándolas tanto alrededor de su hogar, como en la habitación de los niños. También solía vestir a los niños con sus mejores ropas los días en que tenían el privilegio de aprender el alfabeto como introducción a la lectura de las Sagradas Escrituras.
En los tiempos de Wesley, Gran Bretaña vivía en extremos sociales, con promiscuidad, abusos, enfermedades y pestilencias. La pobreza diezmaba la población, donde niños y huérfanos vivían en las calles en total estado de indigencia. Un grupo de personas sensibles a la situación vislumbró la necesidad de llevar a las calles la función de la Iglesia, es decir, pastorear a los necesitados, atendiendo a las personas y ocupándose de ellas.
John estudió en la escuela de Charterhouse y luego en Oxford, se graduó en 1726. En Oxford fue un líder, y durante la última parte de su estancia allí fue uno de los fundadores del "Santo Club", una organización de estudiantes serios. En este club estaban Roberto Kirkam, William Morgan, George Whitefield y los mencionados hermanos. Vivían bajo una seria disciplina incluyendo ayunos y tiempos de oración. Su naturaleza religiosa se profundizó con el estudio y la experiencia, pero no fue hasta años después de dejar la universidad y entrar bajo la influencia de los escritos de Lutero cuando sintió que había entrado en la plena riqueza del Evangelio.

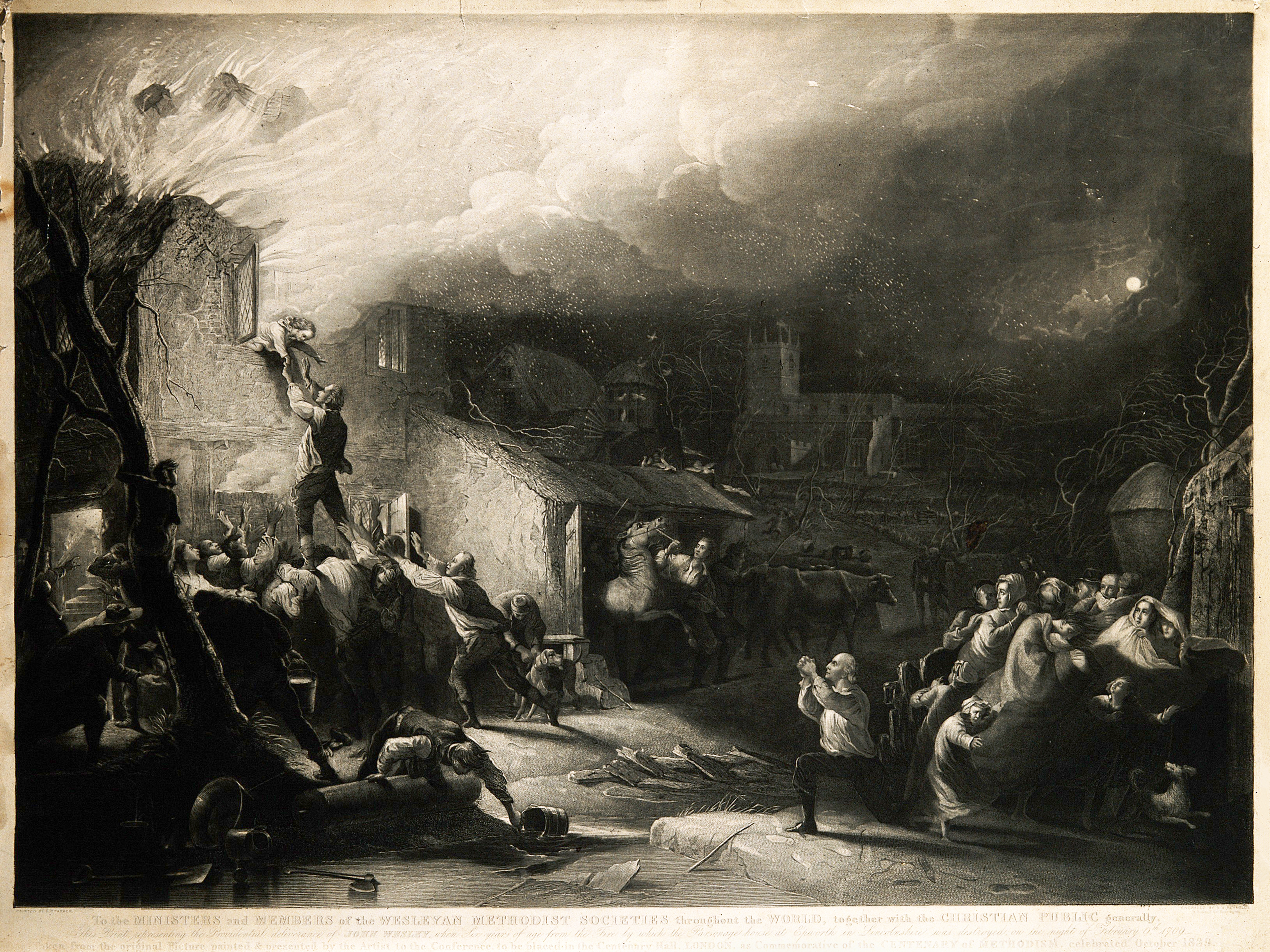
El rescate del joven John Wesley de la rectoría en llamas. Mezzotint por Samuel William Reynolds.

Además de su educación disciplinada, un incendio rectoral que ocurrió el 9 de febrero de 1709, cuando Wesley tenía seis años, dejó una impresión indeleble. Algo después de las 11:00 p. m., el techo de la rectoría se incendió. Las chispas que cayeron sobre las camas de los niños y los gritos de "fuego" de la calle despertaron a los Wesley que lograron sacar a todos sus hijos de la casa, excepto a John, que quedó varado en un piso superior. Con las escaleras en llamas y el techo a punto de derrumbarse, Wesley fue levantado por una ventana por un feligrés parado sobre los hombros de otro hombre. Wesley más tarde usó la frase, "un tizón arrancada del fuego", citando Zacarías 3: 2, para describir el incidente. Posteriormente, esta liberación de la infancia se convirtió en parte de la leyenda de Wesley, lo que demuestra su destino especial y su trabajo extraordinario.

## Educación

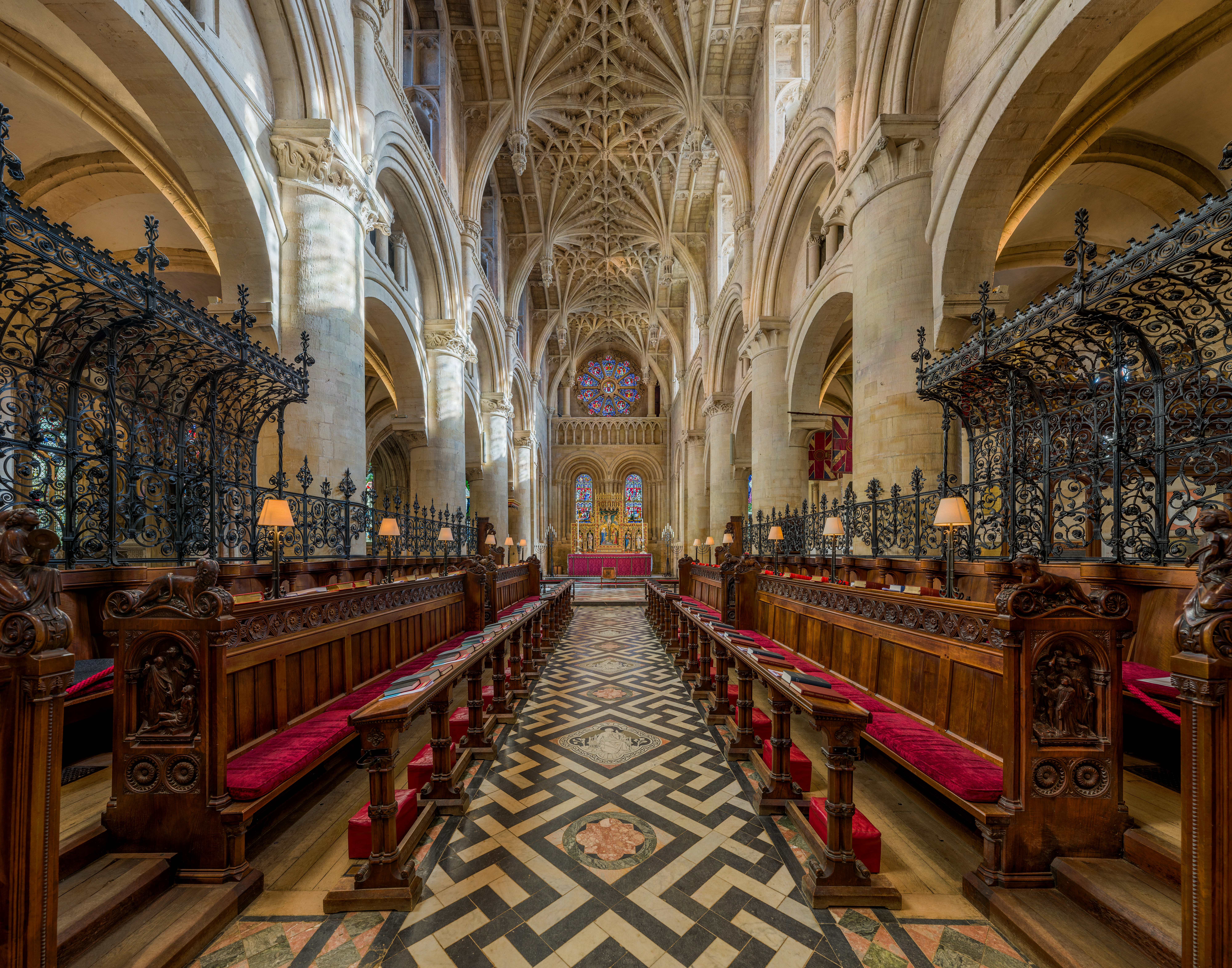
Christ Church, catedral de la diócesis de Oxford, capilla de la universidad de Wesley y lugar de ordenación.

En junio de 1720, Wesley ingresó a Christ Church, Oxford, graduándose cuatro años después. Fue ordenado diácono el 25 de septiembre de 1725; las órdenes sagradas son un paso necesario para convertirse en compañero y tutor en la universidad.
En el año de su ordenación leyó a Thomas de Kempis y Jeremy Taylor, mostró su interés por el misticismo  y comenzó a buscar las verdades religiosas que subyacen al gran renacimiento del siglo XVIII. La lectura de La perfección cristiana de William Law y Una llamada seria a una vida devota y santa le dio, dijo, una visión más sublime de la ley de Dios; y resolvió guardarlo, interna y externamente, lo más sagrado posible, creyendo que en la obediencia encontraría la salvación. Persiguió una vida rígidamente metódica y abstemia, estudió las Escrituras y realizó sus deberes religiosos diligentemente, privándose para poder tener limosnas para dar. Comenzó a buscar la santidad de corazón y vida.
En marzo de 1726 Wesley fue elegido por unanimidad miembro del Lincoln College de Oxford. Esto conllevaba el derecho a una habitación en la universidad y a un salario regular. Mientras continuaba sus estudios, enseñaba griego, daba conferencias sobre el Nuevo Testamento y moderaba las disputas diarias en la universidad. Sin embargo, un llamamiento al ministerio se entrometió en su carrera académica. En agosto de 1727, después de completar su maestría, Wesley regresó a Epworth. Su padre había solicitado su ayuda para servir al cura vecino de Wroot. Ordenado sacerdote el 22 de septiembre de 1728, Wesley sirvió como cura párroco durante dos años. Regresó a Oxford en noviembre de 1729 a petición del Rector del Lincoln College y para mantener su condición de compañero júnior.

### Club Sagrado
Más información: Club Sagrado
Durante la ausencia de Wesley, su hermano menor Charles (1707–88) se matriculó en Christ Church. Junto con dos compañeros de estudios, formó un pequeño club para estudiar y buscar una vida cristiana devota. A su regreso, Wesley se convirtió en el líder del grupo, que aumentó algo en número y en gran medida en compromiso. El grupo se reunía diariamente de seis a nueve para orar, cantar salmos y leer el Nuevo Testamento griego. Rezaban a cada hora del día durante varios minutos y cada día por una virtud especial. Si bien la asistencia prescrita a la iglesia era solo tres veces al año, tomaban la comunión todos los domingos. Ayunaban los miércoles y viernes hasta las tres de la tarde, como se observaba comúnmente en la antigua iglesia. En 1730, el grupo comenzó la práctica de visitar a los presos en las cárceles. Predicaron, educaron y relevaron a los deudores encarcelados siempre que fue posible, y cuidaron a los enfermos.
Dado el bajo reflujo de espiritualidad en Oxford en ese momento, no fue sorprendente que el grupo de Wesley provocara una reacción negativa. Se les consideraba "entusiastas" religiosos, lo que en el contexto de la época significaba fanáticos religiosos.El ingenio de la universidad los calificó de "Holy Club", un título de burla. Las corrientes de oposición se convirtieron en furor tras el colapso mental y la muerte de un miembro del grupo, William Morgan. En respuesta a la acusación de que el "ayuno riguroso" había acelerado su muerte, Wesley notó que Morgan había dejado de ayunar un año y medio desde entonces. En la misma carta, que se difundió ampliamente, Wesley se refirió al nombre "Metodista" con el que "algunos de nuestros vecinos se complacen en felicitarnos". Ese nombre fue utilizado por un autor anónimo en un folleto publicado (1732) describiendo a Wesley y su grupo, "The Oxford Methodists".
A pesar de su piedad exterior, Wesley buscó cultivar su santidad interior o al menos su sinceridad como evidencia de ser un verdadero cristiano. Una lista de "Preguntas generales" que desarrolló en 1730 se convirtió en una parrilla elaborada en 1734 en la que registraba sus actividades diarias hora por hora, las resoluciones que había roto o cumplido, y clasificaba su "temperamento de devoción" por hora. escala del 1 al 9. Wesley también consideró que el desprecio  que él y su grupo  experimentaban era una marca de un verdadero cristiano. Como lo expresó en una carta a su padre: "Hasta que se lo contemple, ningún hombre está en estado de salvación".

## Viaje a Savannah, Georgia

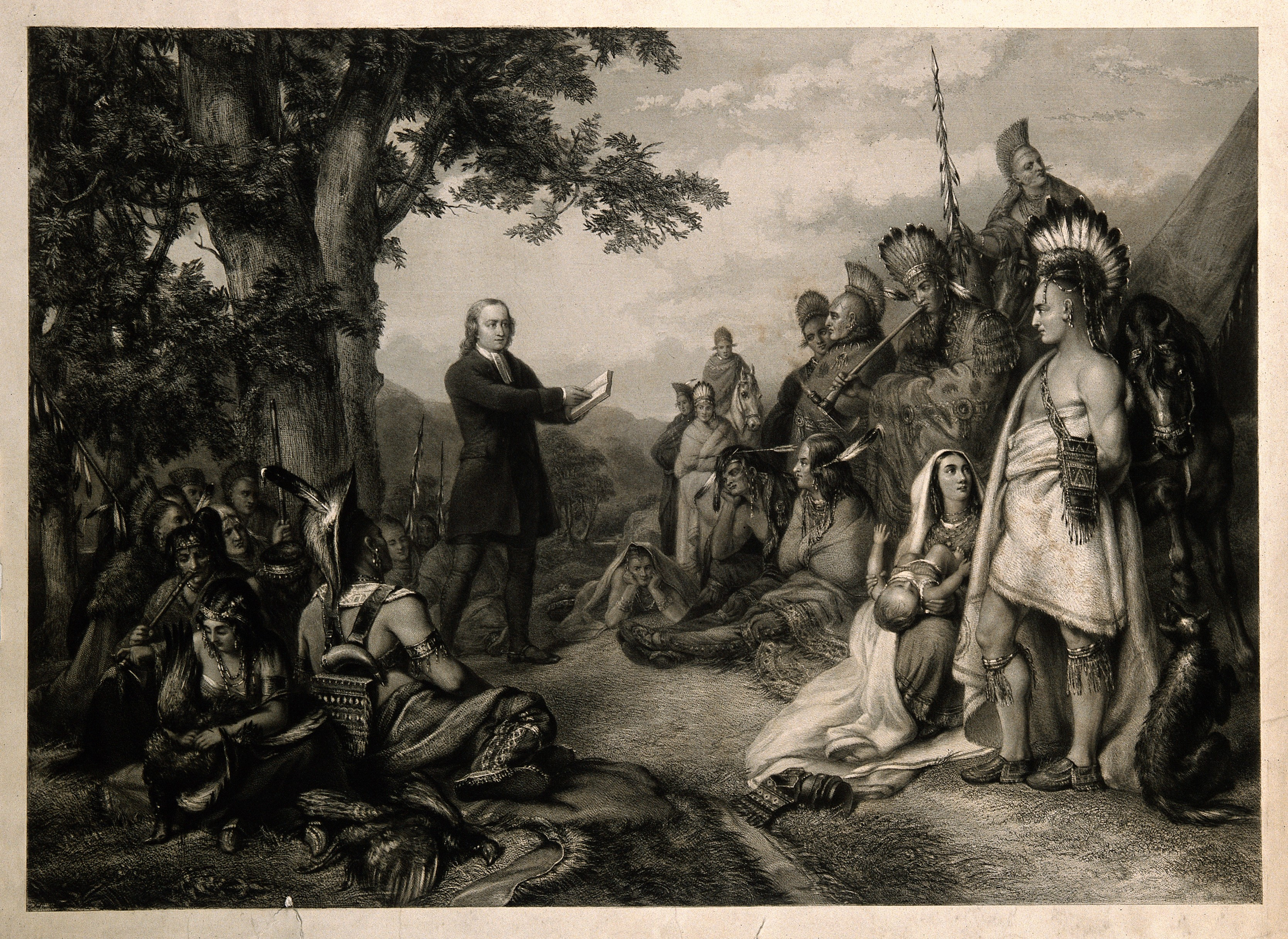
Wesley predicando a una tribu de nativos americanos. Grabado.

El 14 de octubre de 1735, Wesley y su hermano Charles navegaron en The Simmonds desde Gravesend en Kent hacia Savannah en la provincia de Georgia en las colonias americanas a petición de James Oglethorpe, el cual había fundado la colonia en 1733 en nombre de los Fideicomisarios para el Establecimiento de la colonia de Georgia en América. Oglethorpe quería que Wesley fuera el ministro de la recién formada parroquia de Savannah, una nueva ciudad diseñada de acuerdo con el famoso Plan Oglethorpe.
Fue durante el viaje a las colonias cuando los Wesley entraron en contacto por primera vez con los colonos de Moravia. Wesley fue influenciado por su profunda fe y  la espiritualidad enraizadas en el pietismo. En un momento del viaje, una tormenta se levantó y rompió el mástil del barco. Mientras los ingleses caían presa del pánico, los moravos cantaban himnos con calma y rezaban. Esta experiencia llevó a Wesley a creer que los moravos poseían una fuerza interior de la que él carecía. La religión profundamente personal que practicaban los pietistas moravos influyó mucho en la teología del metodismo de Wesley.
Wesley llegó a la colonia en febrero de 1736. Se acercó a la misión de Georgia como un alto eclesiástico, viéndola como una oportunidad para revivir el "cristianismo primitivo" en un ambiente primitivo. Aunque su objetivo principal era evangelizar a los nativos americanos, la escasez de clérigos en la colonia limitó en gran medida su ministerio a los colonos europeos en Savannah. Si bien se ha considerado que su ministerio fue un fracaso en comparación con su éxito posterior como líder en el Avivamiento Evangélico, Wesley reunió a su alrededor a un grupo de cristianos devotos que se reunieron en varias sociedades religiosas de grupos pequeños. Al mismo tiempo, la asistencia a los servicios de la iglesia y la comunión aumentó en el transcurso de casi dos años en los que ejerció como párroco de Savannah.
No obstante, el ministerio de Wesley High Church fue controvertido entre los colonos y terminó en decepción después de que Wesley se enamorara de una joven llamada Sophia Hopkey. Dudó en casarse con ella porque sentía que su  prioridad en Georgia era ser misionero para los indígenas , y estaba interesado en la práctica del celibato clerical dentro del cristianismo primitivo . Después de su matrimonio con William Williamson, Wesley creyó que el antiguo celo de Sophia por practicar la fe cristiana disminuyó. Al aplicar estrictamente las rúbricas del Libro de Oración Común, Wesley negó su Comunión después de que ella no le hubiera indicado de antemano su intención de tomarla. Como resultado, se produjeron procedimientos judiciales en su contra en los que una resolución clara parecía poco probable. En diciembre de 1737, Wesley huyó de la colonia y regresó a Inglaterra.
Se ha reconocido ampliamente que uno de los logros más significativos de la misión de Wesley en Georgia fue su publicación de una Colección de Salmos e Himnos. La Colección fue el primer himnario anglicano publicado en América, y el primero de muchos himnarios publicados por Wesley. Incluía cinco himnos que tradujo del alemán.

## La "Experiencia Aldersgate" de Wesley

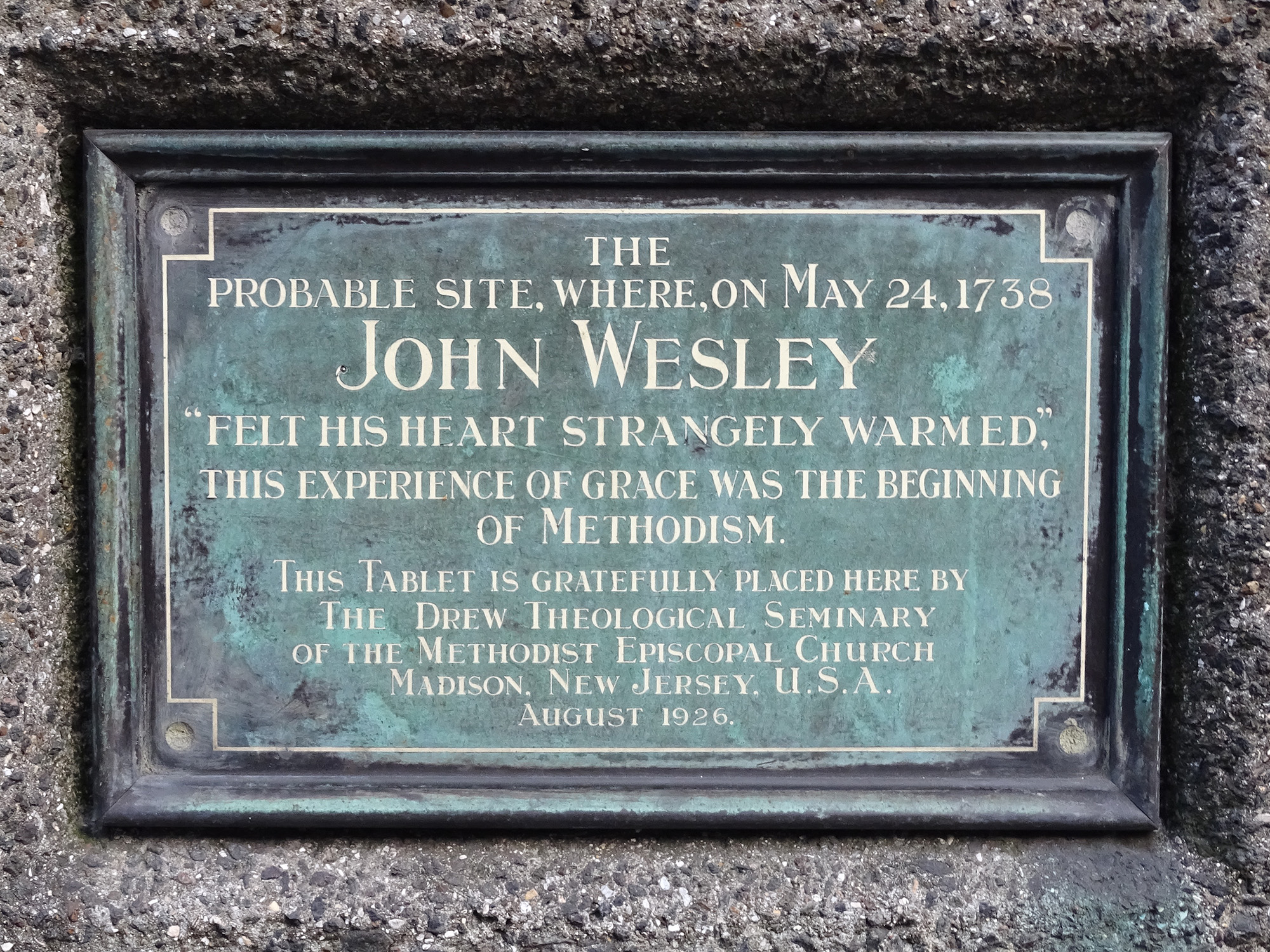
Placa erigida en agosto de 1926 por el Drew Theological Seminary de la Iglesia metodista episcopal.

Wesley regresó a Inglaterra deprimido y golpeado. Fue en este momento cuando se volvió hacia los moravos. Tanto él como Charles recibieron el consejo del joven misionero moravo Peter Boehler, quien estaba temporalmente en Inglaterra esperando el permiso para partir hacia Georgia. La "experiencia Aldersgate" de Wesley del 24 de mayo de 1738, en una reunión de Moravia en Aldersgate Street, Londres, en la que escuchó una lectura del prefacio de Martin Lutero a la Epístola a los romanos, revolucionó el carácter y el método de su ministerio. La semana anterior había quedado muy impresionado con el sermón de John Heylyn, a quien estaba ayudando en el servicio en St Mary le Strand. Ese mismo día, había escuchado al coro en la Catedral de San Pablo cantando el Salmo 130, donde el salmista llama a Dios "Fuera de las profundidades".

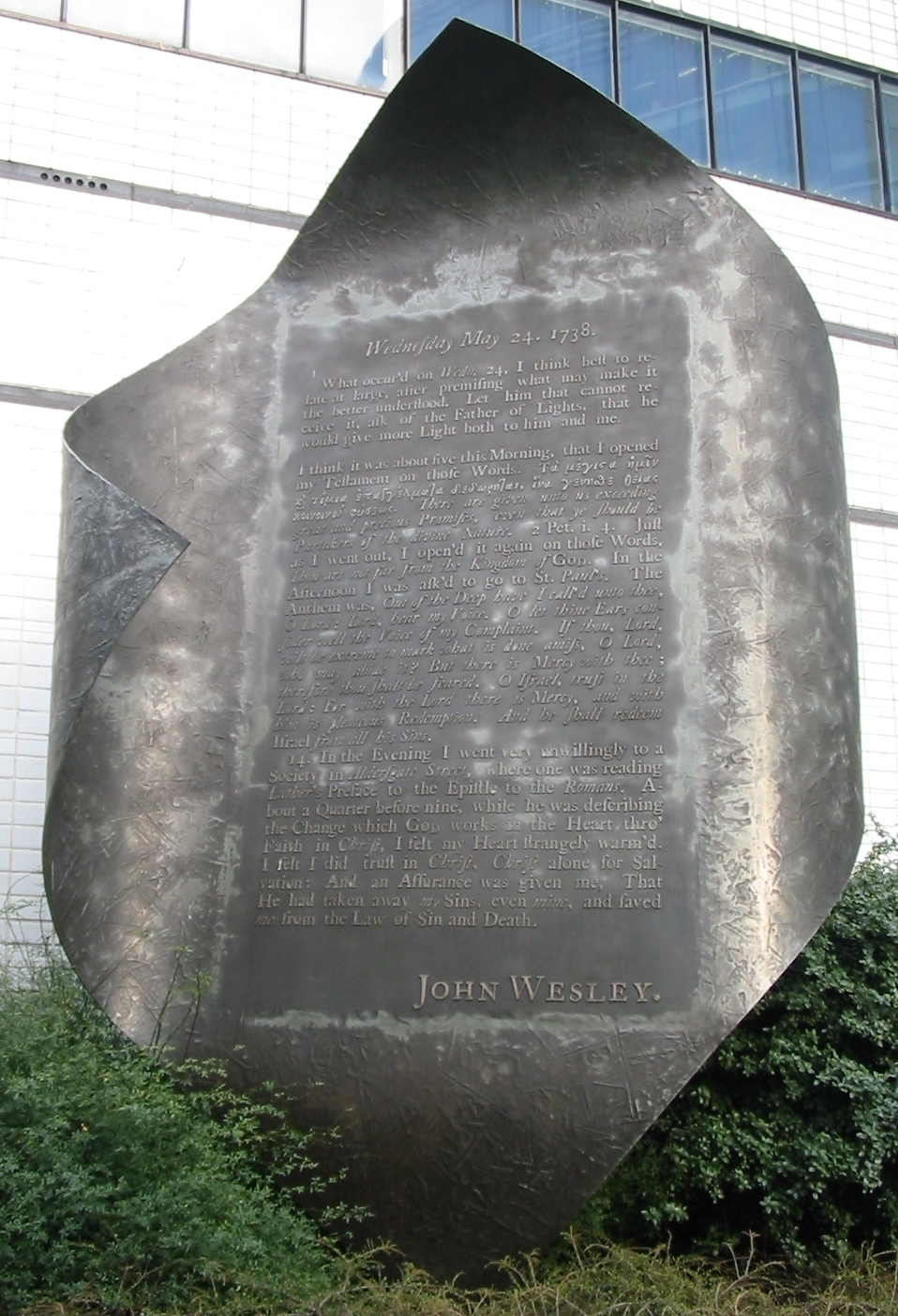
La "Llama Aldersgate" conmemora el evento y presenta un texto del diario de Wesley que describe su experiencia.

Pero todavía era un Wesley deprimido que asistió a un servicio en la noche del 24 de mayo. Wesley relató su experiencia Aldersgate en su diario:
"Por la tarde fui muy involuntariamente a una sociedad en Aldersgate Street, donde uno leía el Prefacio de Lutero a la Epístola a los Romanos. Alrededor de las nueve menos cuarto, mientras describía el cambio que Dios obra en el corazón a través de la fe en Cristo , sentí que mi corazón se calentó extrañamente. Sentí que confiaba en Cristo, solo en Cristo para salvación, y me dieron la seguridad de que había quitado mis pecados, incluso los míos, y me salvó de la ley del pecado y la muerte ".
Unas semanas más tarde, Wesley predicó un sermón sobre la doctrina de la salvación personal por la fe, seguido de otro, sobre la gracia de Dios "libre en todos y libre para todos". Considerado un momento crucial, Daniel L. Burnett escribe: "La importancia de la Experiencia Aldersgate de Wesley es monumental ... Sin ella, los nombres de Wesley y Metodismo probablemente no serían más que notas oscuras en las páginas de la historia de la iglesia". Burnett describe este evento "Conversión evangélica de Wesley". ". Se conmemora en las iglesias metodistas como el Día de Aldersgate.

## Después de Aldersgate: trabajando con los Moravos

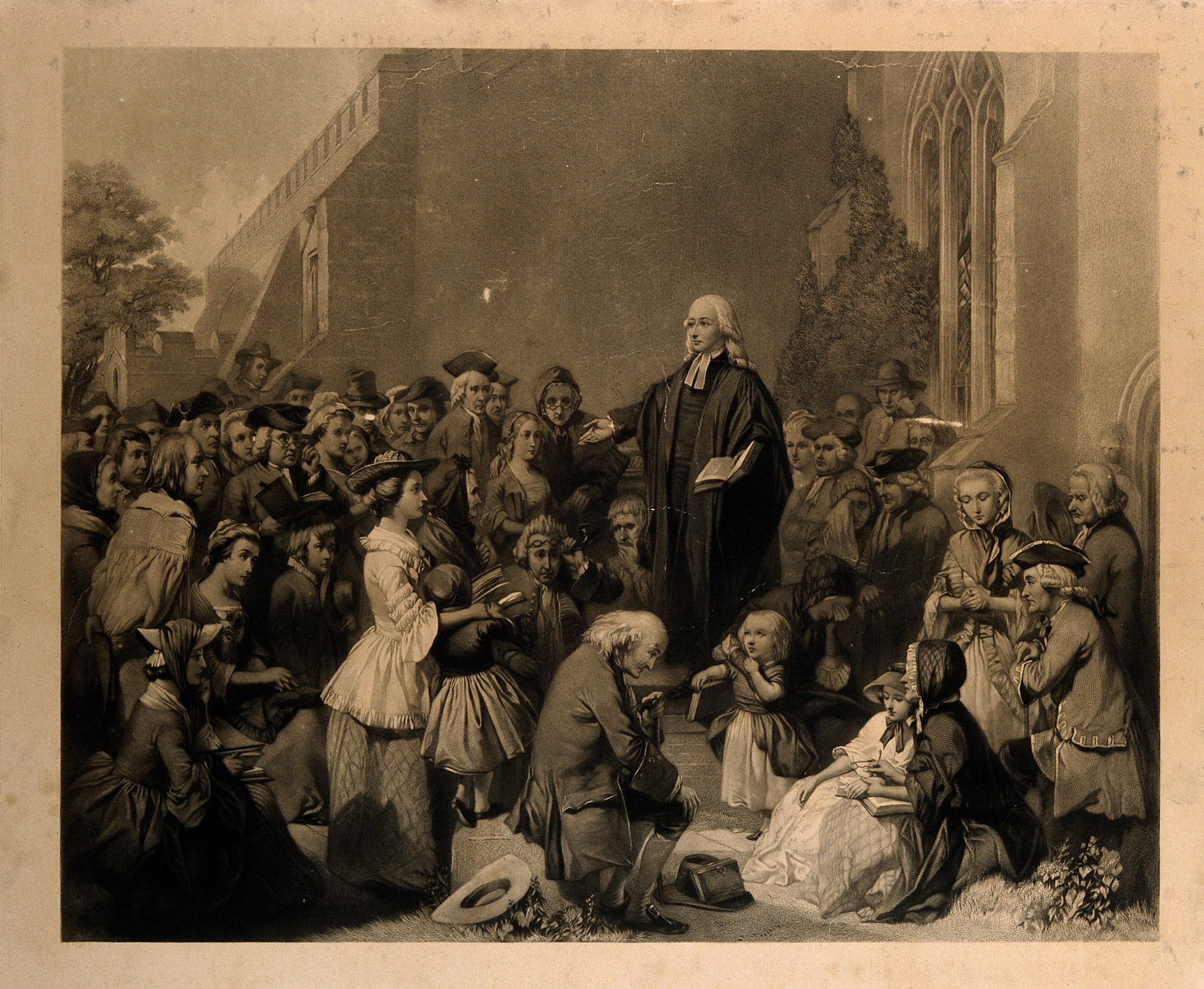
Cuando se le prohibió predicar desde los púlpitos de las iglesias parroquiales, Wesley comenzó a predicar al aire libre.

Wesley se alió con la sociedad de Moravia en Fetter Lane. En 1738 fue a estudiar a Herrnhut, la sede de Moravia en Alemania, para estudiar. A su regreso a Inglaterra, Wesley elaboró reglas para las "bandas" en las que se dividió la Fetter Lane Society y publicó una colección de himnos para ellos. Se reunió con frecuencia con esta y otras sociedades religiosas en Londres, pero no predicó con frecuencia en 1738, porque la mayoría de las iglesias parroquiales estaban cerradas para él.

El amigo de Wesley en Oxford, el evangelista George Whitefield, también fue excluido de las iglesias de Bristol a su regreso de América. Yendo al pueblo vecino de Kingswood, en febrero de 1739, Whitefield predicó al aire libre a una compañía de mineros. Más tarde predicó en el Tabernáculo de Whitefield. Wesley dudó en aceptar el llamado de Whitefield para copiar este paso audaz. Superando sus escrúpulos, predicó por primera vez en el sermón de invitación de Whitefield al aire libre, cerca de Bristol, en abril de 1739. Wesley escribió:
Apenas podía reconciliarme con esta extraña forma de predicar en los campos, de la cual él Whitefield me dio un ejemplo el domingo; habiendo sido toda mi vida hasta hace muy poco tan tenaz de cada punto relacionado con la decencia y el orden, que debería haber pensado que salvar a las almas era casi un pecado si no se hubiera hecho en una iglesia.
Wesley no estaba contento con la idea de la predicación de campo porque creía que la liturgia anglicana tenía mucho que ofrecer en su práctica. Anteriormente en su vida hubiera pensado que tal método de salvar almas era "casi un pecado".Reconoció que los servicios al aire libre tuvieron éxito en llegar a hombres y mujeres que no entrarían en la mayoría de las iglesias. A partir de entonces, aprovechó la oportunidad para predicar en cualquier lugar donde se pudiera reunir una asamblea, utilizando más de una vez la lápida de su padre en Epworth como púlpito.Wesley continuó durante cincuenta años: ingresó a las iglesias cuando fue invitado y se puso de pie en los campos, en los pasillos, las cabañas y las capillas, cuando las iglesias no lo recibían.
A fines de 1739 Wesley rompió con los moravos en Londres. Wesley los había ayudado a organizar la Fetter Lane Society, y los convertidos por su predicación y la de su hermano y Whitefield se habían convertido en miembros de sus bandas. Pero él creía que cayeron en la herejía al apoyar el quietismo, por lo que decidió formar a sus propios seguidores en una sociedad separada. "Así", escribió, "sin ningún plan previo, comenzó la Sociedad Metodista en Inglaterra". Pronto formó sociedades similares en Bristol y Kingswood, y Wesley y sus amigos hicieron conversos donde quiera que fueran.

## Persecuciones y predicación laica
A partir de 1739, Wesley y los metodistas fueron perseguidos por clérigos y magistrados religiosos por varias razones. Aunque Wesley había sido ordenado sacerdote anglicano, muchos otros líderes metodistas no habían recibido la ordenación. Y por su parte, Wesley incumplió muchas regulaciones de la Iglesia de Inglaterra con respecto a los límites de la parroquia y quién tenía autoridad para predicar. Esto fue visto como una amenaza social que no tuvo en cuenta las instituciones. El clero los atacó en sermones e impresos, y a veces las turbas los atacaron. Wesley y sus seguidores continuaron trabajando entre los descuidados y necesitados. Fueron denunciados como promulgadores de extrañas doctrinas, fomentadores de disturbios religiosos; como fanáticos ciegos, desviando a la gente, reclamando obsequios milagrosos, atacando al clero de la Iglesia de Inglaterra e intentando restablecer el catolicismo.
Wesley sintió que la iglesia no pudo llamar a los pecadores al arrepentimiento, que muchos del clero eran corruptos y que las personas perecían en sus pecados. Él creía que Dios le había comisionado para traer avivamiento en la iglesia, y que ninguna oposición, persecución u obstáculo podría prevalecer contra la urgencia y autoridad divina de esta comisión. Los prejuicios de su formación en la alta iglesia, sus nociones estrictas de los métodos y propiedades de la adoración pública, sus puntos de vista sobre la sucesión apostólica y las prerrogativas del sacerdote, incluso sus convicciones más preciadas, no podían interponerse en el camino.
Al ver que él y los pocos clérigos que cooperaban con él no podían hacer el trabajo que debía hacerse, Wesley fue llevado, ya en 1739, a aprobar a los predicadores locales. Evaluó y aprobó hombres que no fueron ordenados por la Iglesia Anglicana para predicar y hacer trabajo pastoral. Esta expansión de los predicadores laicos fue una de las claves del crecimiento del metodismo.

## Capillas y organizaciones

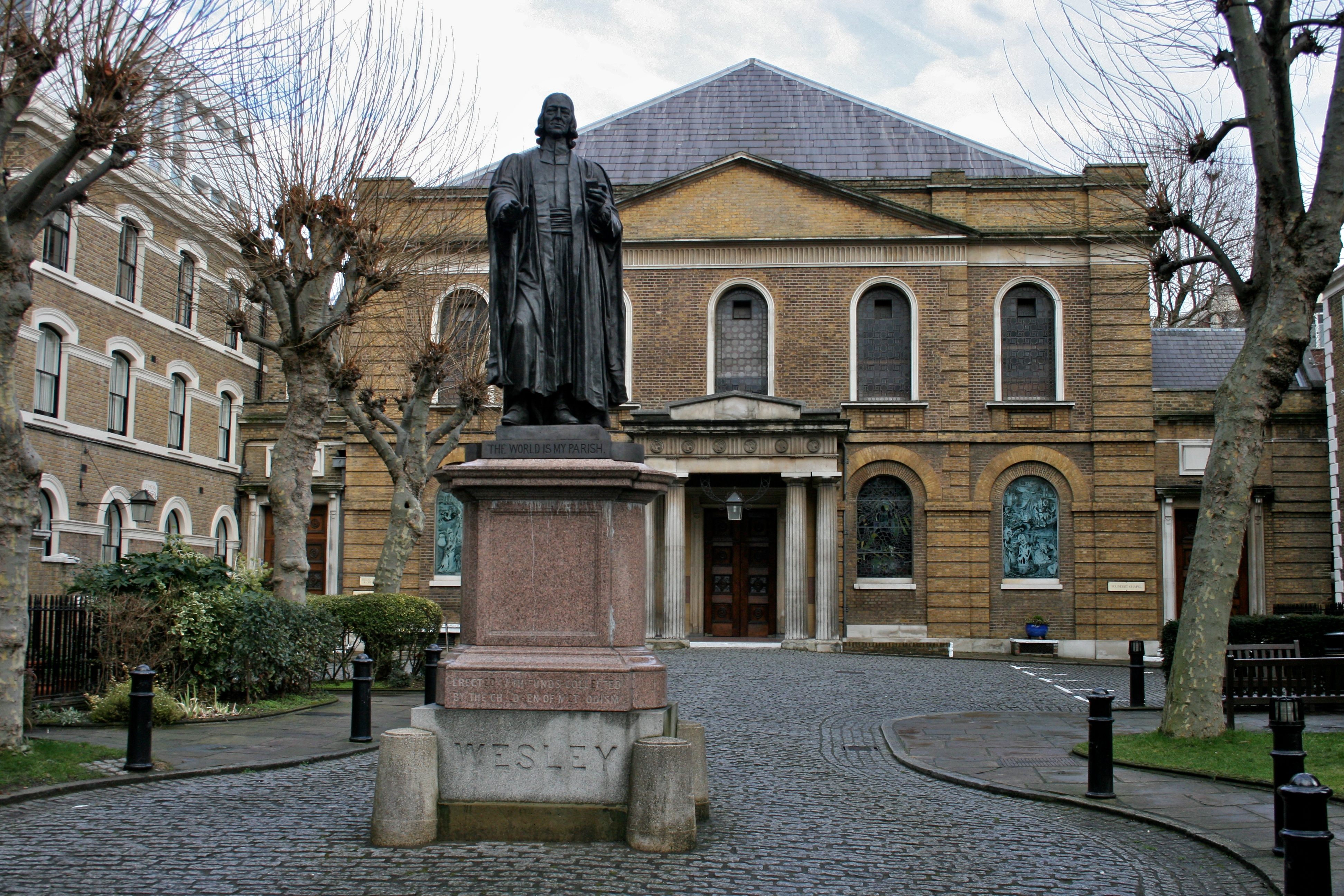
Wesley's Chapel, originalmente conocida como "City Road Chapel"

Como sus sociedades necesitaban casas para adorar, Wesley comenzó a proporcionar capillas, primero en Bristol en el New Room,  luego en Londres (primero The Foundery y luego Wesley's Chapel) y en otros lugares. La Fundación fue una capilla temprana utilizada por Wesley.  La ubicación de la Foundery se muestra en un mapa del siglo XVIII, donde descansa entre Tabernacle Street y Worship Street en el área de Moorfields de Londres. Cuando los Wesley vieron el edificio en lo alto de Windmill Hill, al norte de Finsbury Fields, la estructura que anteriormente arrojaba pistolas y morteros de bronce para la Royal Ordnance había estado vacía durante 23 años; había sido abandonado por una explosión el 10 de mayo de 1716.
La capilla de Bristol (construida en 1739) estaba al principio en manos de los administradores. Se contrajo una gran deuda, y los amigos de Wesley lo instaron a mantenerla bajo su propio control, por lo que la escritura fue cancelada y se convirtió en el único administrador. Siguiendo este precedente, todas las capillas metodistas fueron confiadas a él hasta que por una "escritura de declaración", todos sus intereses en ellos fueron transferidos a un cuerpo de predicadores llamado "Cien legales".
Cuando surgió el desorden entre algunos miembros de las sociedades, Wesley adoptó dar boletos a los miembros, con sus nombres escritos por su propia mano. Estos fueron renovados cada tres meses. Aquellos considerados indignos no recibieron nuevos boletos y abandonaron la sociedad sin disturbios. Los boletos fueron considerados como cartas de recomendación.

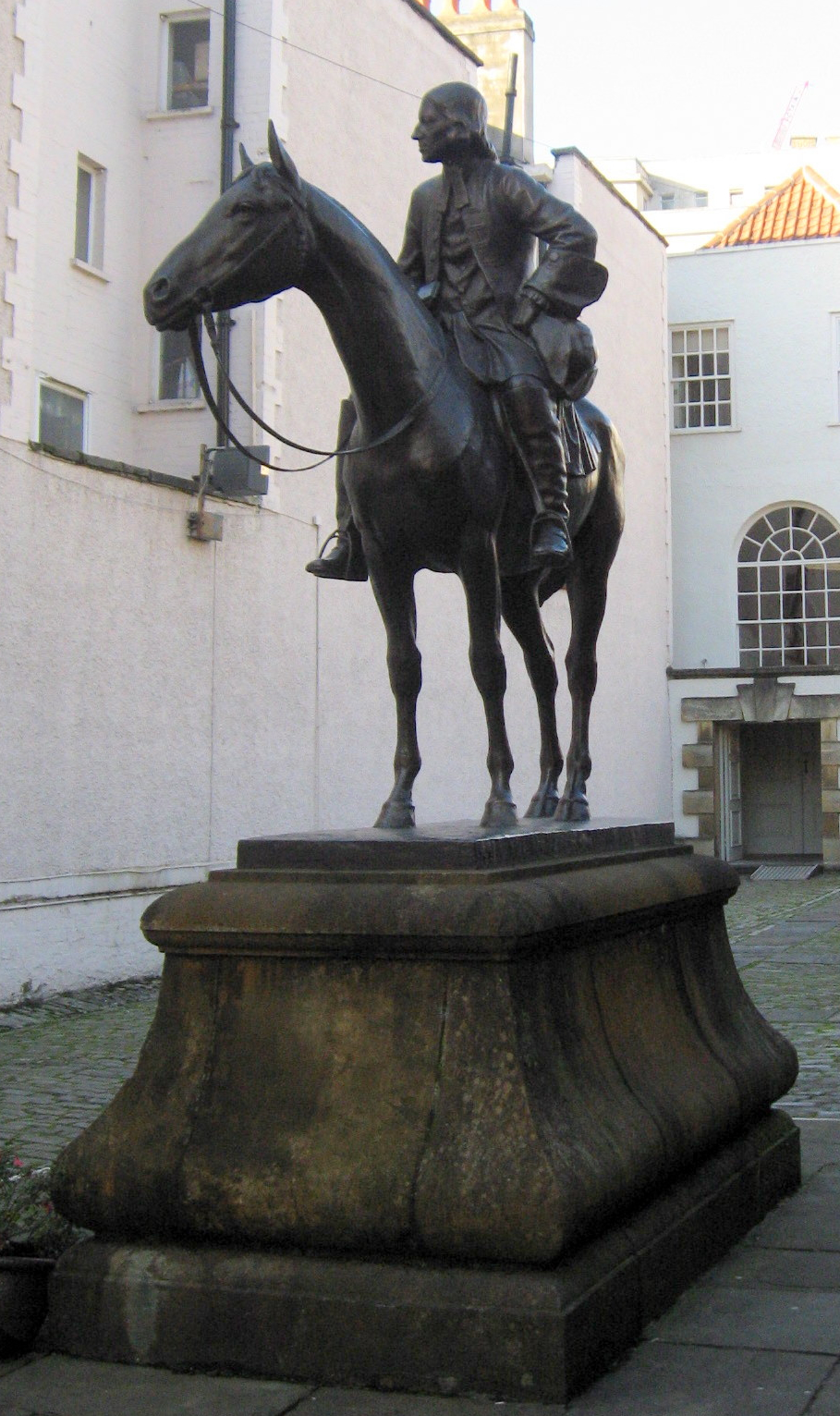
Wesley a caballo en el patio de la capilla de la "Sala Nueva" en Bristol. Bristol fue la base de Wesley durante gran parte de las décadas de 1740 y 1750.

Cuando la deuda de una capilla se convirtió en una carga, se propuso que uno de cada 12 miembros recogiera regularmente las ofrendas de los 11 que le asignaron. De esto surgió el sistema metodista de reunión de clases en 1742. Para mantener a los desordenados fuera de las sociedades, Wesley estableció un sistema de prueba. Se comprometió a visitar a cada sociedad regularmente en lo que se convirtió en la visita trimestral o conferencia. A medida que aumentó el número de sociedades, Wesley no pudo mantener el contacto personal, por lo que en 1743 elaboró un conjunto de "Reglas generales" para las "Sociedades Unidas". Estos fueron el núcleo de la Disciplina Metodista, todavía la base.
Wesley sentó las bases de lo que ahora constituye la organización de la Iglesia metodista. Con el tiempo, se formó un patrón cambiante de sociedades, circuitos, reuniones trimestrales, conferencias anuales, clases, bandas y sociedades selectas.  A nivel local, había numerosas sociedades de diferentes tamaños que se agruparon en circuitos a los que se nombraron predicadores itinerantes por períodos de dos años. Los funcionarios del circuito se reunieron trimestralmente con un predicador viajero o "asistente". Conferencias anuales con Wesley, predicadores viajeros y otros se convocaron anualmente con el propósito de coordinar la doctrina y la disciplina para toda la conexión. Las clases de una docena de miembros de la sociedad bajo un líder se reunían semanalmente para obtener compañerismo espiritual y orientación. En los primeros años, había "bandas" de talentos espirituales que conscientemente buscaban la perfección. Los que se consideraban que lo habían logrado se agruparon en sociedades o bandas seleccionadas. En 1744, había 77 de esos miembros. También había una categoría de penitentes que consistía en reincidentes.

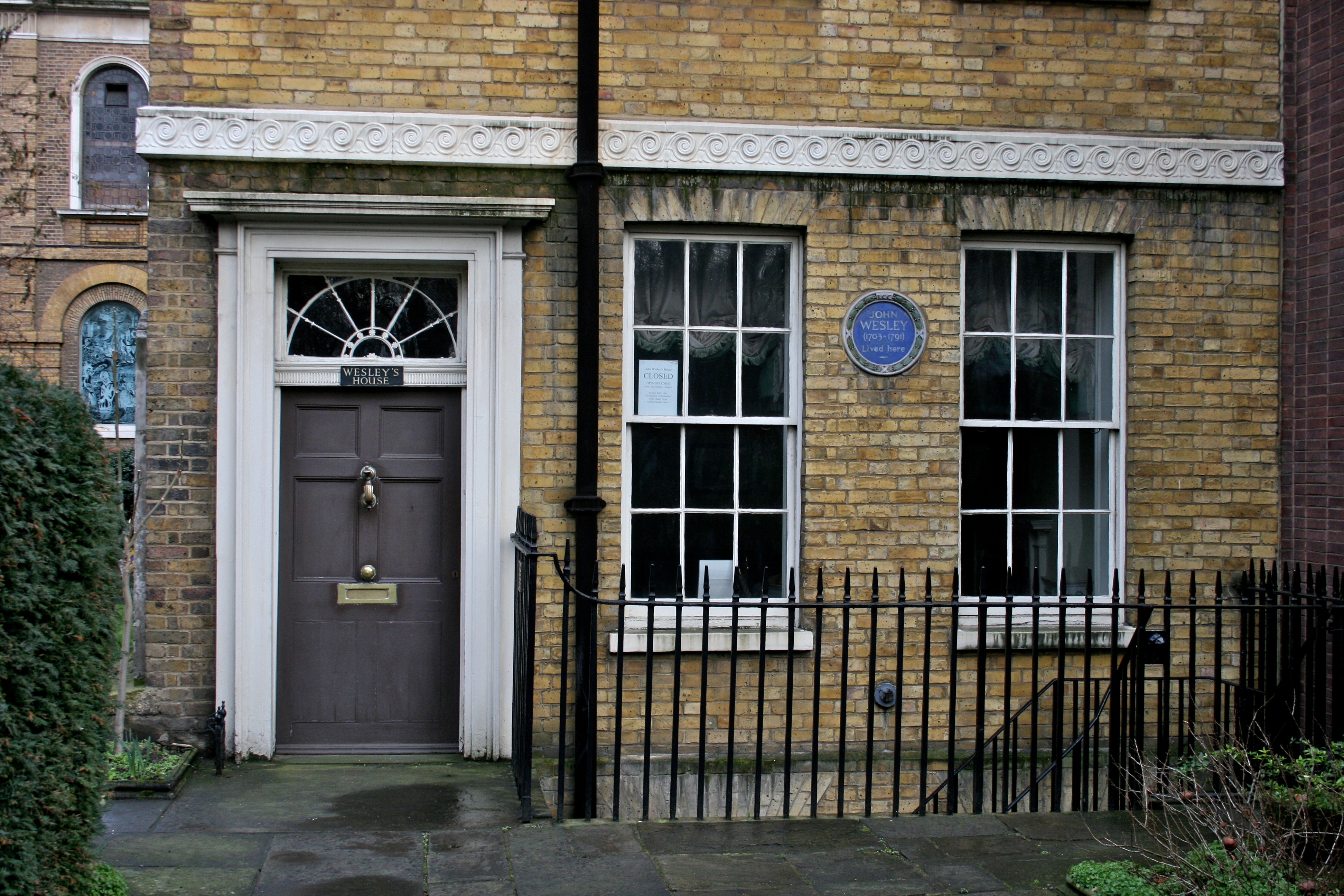
La casa de Wesley, junto a la Capilla de Wesley, City Road, Londres

A medida que aumentaba el número de predicadores y lugares de predicación, era necesario discutir asuntos doctrinales y administrativos; entonces John y Charles Wesley, junto con otros cuatro clérigos y cuatro predicadores laicos, se reunieron para consultar en Londres en 1744. Esta fue la primera conferencia metodista; posteriormente, la conferencia (con Wesley como presidente) se convirtió en el órgano rector del movimiento metodista [49]. Dos años después, para ayudar a los predicadores a trabajar de manera más sistemática y a que las sociedades reciban servicios con más frecuencia, Wesley nombró "ayudantes" para los circuitos definitivos. Cada circuito incluía al menos 30 citas al mes. Creyendo que la eficiencia del predicador fue promovida por su cambio de un circuito a otro cada año o dos, Wesley estableció la "itinerancia" e insistió en que sus predicadores se sometieran a sus reglas.
John Wesley tenía fuertes vínculos con el noroeste de Inglaterra, visitando Mánchester en al menos quince ocasiones entre 1733 y 1790. En 1733 y 1738 predicó en la iglesia de St Ann y la capilla de Salford, reuniéndose con su amigo John Clayton. En 1781 Wesley abrió la Capilla en Oldham Street, parte de la Misión Metodista Wesleyana de Mánchester y Salford, ahora el sitio del Salón Central Metodista de Mánchester.
Wesley también tiene vínculos con la ciudad de Chapel-en-le-frith en Derbyshire, donde visitó cuatro veces entre 1740 y 1786. Su diario documenta su primera visita el 28 de mayo de 1745 predicando en la aldea de Chapel Milton donde supuestamente el molinero intentó ahogar a John con el sonido del molino de agua. Su siguiente visita, veinte años después, predicó en un campo en Townend en Chapel-en-le-frith y en su visita posterior el 1 de abril de 1782 se había construido una capilla. Todo lo que queda de la capilla original es un arco inscrito "1780" en la parte posterior de la actual Iglesia Metodista Townend.
Después de una enfermedad en 1748, John Wesley fue cuidado por un líder de clase y ama de llaves en una casa huérfana en Newcastle, Grace Murray. Tomado con Grace, la invitó a viajar con él a Irlanda en 1749, donde creía que estaban comprometidos, aunque nunca se casaron. Se ha sugerido que su hermano Charles Wesley se opuso al compromiso [54] aunque esto está en disputa. Posteriormente, Grace se casó con el predicador John Bennett y residente de Chapel-en-le-frith y la última visita de John a Chapel-en-le-frith el 3 de abril de 1786 a la edad de 86 años fue a pedido de Grace. Grace y John Bennet están enterrados en Chinley Independent Chapel en Chapel Milton.

## Ordenación de ministros

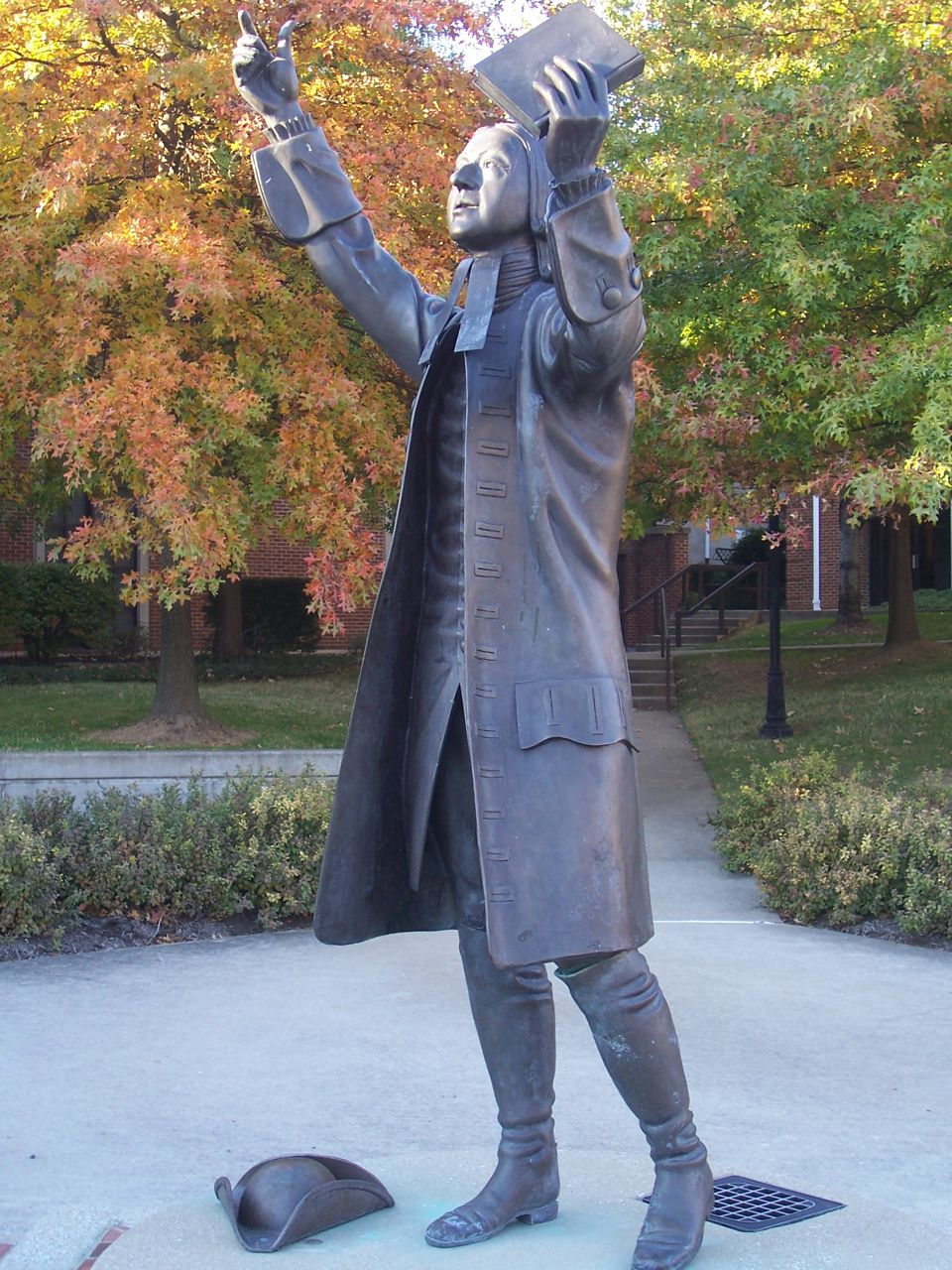
Estatua de tamaño natural en el Seminario Teológico de Asbury en Wilmore, Kentucky, Estados Unidos.

A medida que las sociedades se multiplicaron, adoptaron los elementos de un sistema eclesiástico. La brecha entre Wesley y la Iglesia de Inglaterra se amplió. La cuestión de la división de la Iglesia de Inglaterra fue planteada por algunos de sus predicadores y sociedades, pero su hermano Charles se opuso enérgicamente. Wesley se negó a abandonar la Iglesia de Inglaterra, creyendo que el anglicanismo estaba "con todas sus imperfecciones, [...] más cerca de los planes bíblicos que cualquier otro en Europa". En 1745 Wesley escribió que haría cualquier concesión que su conciencia permitiera, para vivir en paz con el clero. No podía renunciar a la doctrina de una salvación interior y presente por la fe misma; él no dejaría de predicar, ni disolvería las sociedades, ni terminaría la predicación de los miembros laicos. Como clérigo de la iglesia establecida, no tenía planes de ir más allá. 
Cuando, en 1746, Wesley leyó el relato de Lord King sobre la iglesia primitiva, se convenció de que la sucesión apostólica podía transmitirse no solo a través de los obispos, sino también de los sacerdotes. Escribió que era "un episkopos bíblico tanto como muchos hombres en Inglaterra". Aunque creía en la sucesión apostólica, una vez llamó a la idea de la sucesión ininterrumpida una "fábula".
Muchos años después, el Irenicon de Edward Stillingfleet lo llevó a decidir que la ordenación (y las órdenes sagradas) podrían ser válidas cuando las realiza un presbítero (sacerdote) en lugar de un obispo. Sin embargo, algunos creen que Wesley fue consagrado secretamente obispo en 1763 por Erasmo de Arcadia [56] y que Wesley no podía anunciar abiertamente su consagración episcopal sin incurrir en la pena de la Ley Præmunire.
En 1784, creía que ya no podía esperar a que el obispo de Londres ordenara a alguien para los metodistas estadounidenses, que estaban sin los sacramentos después de la guerra de Independencia de Estados Unidos. La Iglesia de Inglaterra se había desestabilizado en los Estados Unidos, donde había sido la iglesia estatal en la mayoría de las colonias del sur. La Iglesia de Inglaterra aún no había designado un obispo de los Estados Unidos para lo que se convertiría en la Iglesia Episcopal Protestante en América. Wesley ordenó a Thomas Coke como superintendente de metodistas en los Estados Unidos por la imposición de manos, aunque Coke ya era sacerdote en la Iglesia de Inglaterra. También ordenó a Richard Whatcoat y Thomas Vasey como presbíteros. Whatcoat y Vasey navegaron a América con Coke. Wesley pretendía que Coke y Francis Asbury (a quien Coke ordenó como superintendente por orden de Wesley) deberían ordenar a otros en la recién fundada Iglesia Metodista Episcopal en los Estados Unidos. En 1787, Coke y Asbury persuadieron a los metodistas estadounidenses para que se refirieran a ellos como obispos en lugar de superintendentes,  anulando las objeciones de Wesley al cambio.
Su hermano, Charles, estaba alarmado por las ordenaciones y la visión evolutiva de Wesley sobre el asunto. Le rogó a Wesley que se detuviera antes de "haber derribado el puente" y no amargar sus últimos momentos [de Charles] en la tierra, ni "dejar una mancha indeleble en nuestra memoria". Wesley respondió que no se había separado de la iglesia, ni tenía la intención de hacerlo, pero debía y salvaría tantas almas como pudiera mientras estaba vivo, "sin tener cuidado con lo que posiblemente podría ser cuando muera". Aunque Wesley se regocijó de que los metodistas en Estados Unidos fueran libres, aconsejó a sus seguidores ingleses que permanecieran en la iglesia establecida y él mismo murió dentro de ella.

## Doctrinas, teología y abogacía.
Más información: teología wesleyana

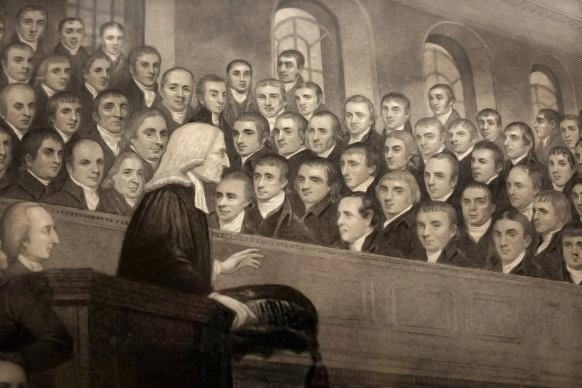
Wesley predicando a sus asistentes en la Capilla de City Road (ahora Capilla de Wesley), Londres. Detalle de un grabado de T. Blood, 1822.

El erudito de Wesley del siglo XX Albert Outler argumentó en su introducción a la colección de 1964 John Wesley que Wesley desarrolló su teología usando un método que Outler denominó Cuadrilátero de Wesley. En este método, Wesley creía que el núcleo vivo del cristianismo se revelaba en las Escrituras; y la Biblia fue la única fuente fundamental del desarrollo teológico. La centralidad de la Escritura era tan importante para Wesley que se llamó a sí mismo "un hombre de un libro" , es decir, la Biblia, aunque era muy leído en su época. Sin embargo, creía que la doctrina tenía que estar en consonancia con la tradición ortodoxa cristiana. Entonces, la tradición se consideraba el segundo aspecto del Cuadrilátero.
Wesley sostuvo que una parte del método teológico implicaría la fe experiencial. En otras palabras, la verdad se vivificaría en la experiencia personal de los cristianos (en general, no individualmente), si realmente fuera verdad. Y toda doctrina debe poder defenderse racionalmente. No divorció la fe de la razón. La tradición, la experiencia y la razón, sin embargo, siempre estuvieron sujetas a las Escrituras, argumentó Wesley, porque solo allí se revela la Palabra de Dios "en la medida en que sea necesaria para nuestra salvación".

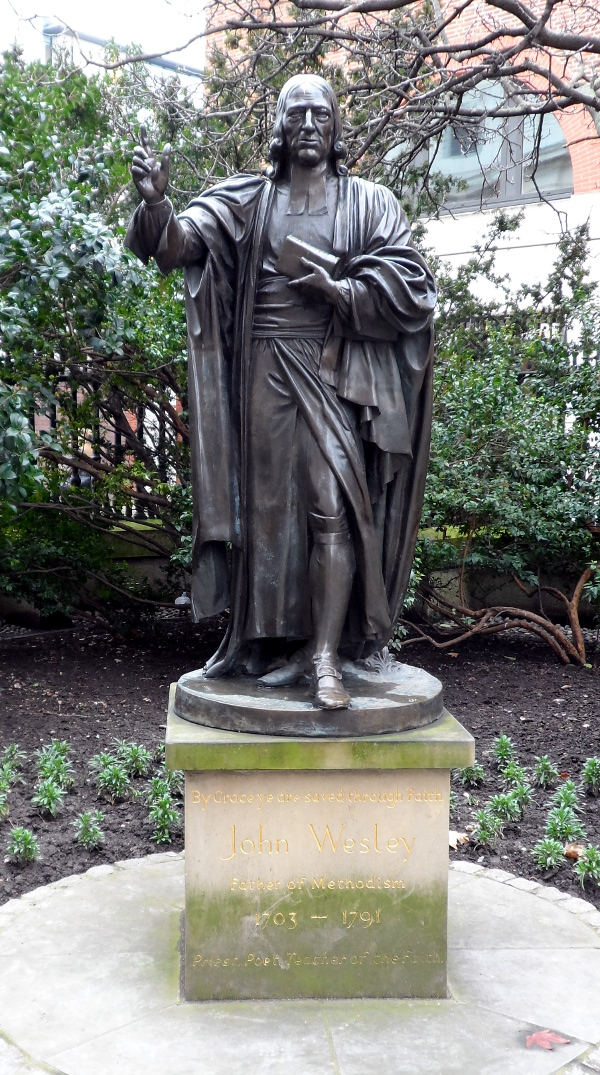
Estatua de bronce de Wesley en el cementerio de San Pablo, Londres. Existe una versión de mármol dentro del Metodista Central Hall, Westminster.

Las doctrinas que Wesley enfatizó en sus sermones y escritos son la gracia preveniente, la salvación personal presente por fe, el testimonio del Espíritu y la santificación. La gracia preveniente fue la base teológica de su creencia de que todas las personas eran capaces de ser salvadas por la fe en Cristo. A diferencia de los calvinistas de su época, Wesley no creía en la predestinación, es decir, que algunas personas habían sido elegidas por Dios para salvación y otras para condenación. Comprendió que la ortodoxia cristiana insistía en que la salvación solo era posible por la gracia soberana de Dios. Expresó su comprensión de la relación de la humanidad con Dios como una dependencia total de la gracia de Dios. Dios estaba trabajando para permitir que todas las personas fueran capaces de llegar a la fe al empoderar a los humanos para que tengan una verdadera libertad de respuesta existencial a Dios.
Wesley definió el testimonio del Espíritu como: "una impresión interna en el alma de los creyentes, mediante la cual el Espíritu de Dios testifica directamente a su espíritu de que son hijos de Dios". Basó esta doctrina en ciertos pasajes bíblicos ( ver Romanos 8: 15-16 como un ejemplo). Esta doctrina estaba estrechamente relacionada con su creencia de que la salvación tenía que ser "personal". En su opinión, una persona debe creer en última instancia las Buenas Nuevas por sí misma; nadie podría estar en relación con Dios por otro.
La santificación que describió en 1790 como el "gran depósito que Dios ha alojado con la gente llamada 'Metodistas'". Wesley enseñó que la santificación se podía obtener después de la justificación por la fe, entre la justificación y la muerte. No contiende por la "perfección sin pecado"; más bien, sostuvo que un cristiano podría hacerse "perfecto en el amor". (Wesley estudió ortodoxia oriental y abrazó particularmente la doctrina de la teosis). Este amor significaría, en primer lugar, que los motivos de un creyente, en lugar de ser egocéntrico, serían guiados por el profundo deseo de agradar a Dios. Uno podría evitar cometer lo que Wesley llamó, "pecado llamado correctamente". Con esto se refería a una violación consciente o intencional de la voluntad o las leyes de Dios. Una persona aún podría pecar, pero se podría evitar el pecado intencional o intencional.
En segundo lugar, ser perfecto en el amor significaba, para Wesley, que un cristiano podía vivir con un respeto principal por los demás y su bienestar. Él basó esto en la cita de Cristo de que el segundo gran mandamiento es "amar a tu prójimo como a ti mismo". En su opinión, esta orientación haría que una persona evite cualquier cantidad de pecados contra su prójimo. Este amor, más el amor a Dios que podría ser el foco central de la fe de una persona, sería lo que Wesley llamó "el cumplimiento de la ley de Cristo".

### Abogacía del arminianismo

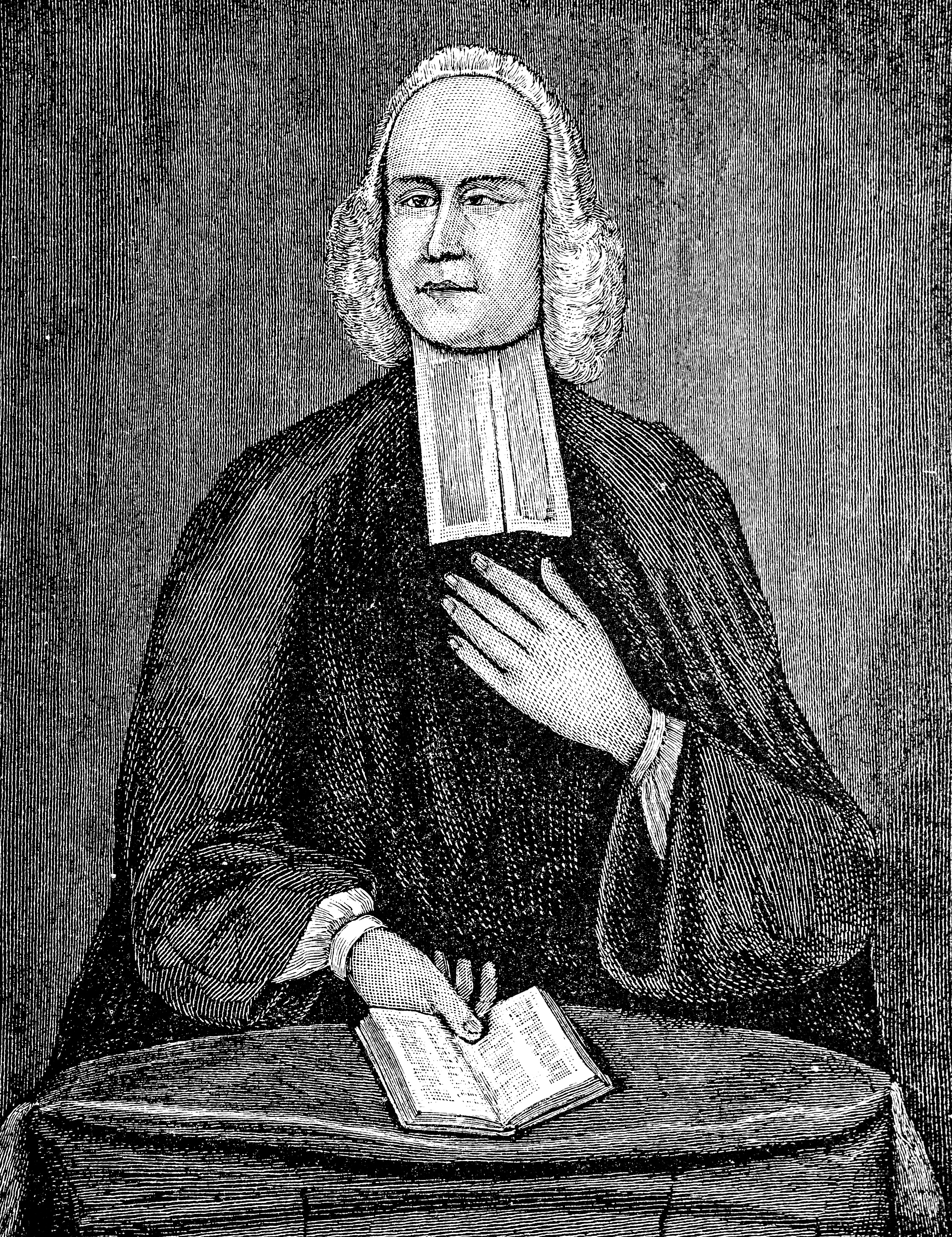
George Whitefield (representado en un grabado) se opuso a la defensa del arminianismo de Wesley, aunque ambos mantuvieron una amistad tensa.

Wesley entró en controversias mientras trataba de ampliar la práctica de la iglesia. La más notable de sus controversias fue la del calvinismo. Su padre era de la escuela arminiana en la iglesia. Wesley llegó a sus propias conclusiones mientras estaba en la universidad y se expresó firmemente en contra de las doctrinas de la elección y la reprobación calvinistas. Su sistema de pensamiento se ha dado a conocer como Arminianismo Wesleyano, cuyos cimientos fueron establecidos por Wesley y su predicador John William Fletcher.
Whitefield se inclinó por el calvinismo. En su primera gira en Estados Unidos, abrazó las opiniones de la Escuela de Calvinismo de Nueva Inglaterra. Cuando en 1739 Wesley predicó un sermón sobre la Libertad de Gracia, atacando la comprensión calvinista de la predestinación como blasfema, ya que representaba a "Dios peor que el diablo", Whitefield le pidió que no repitiera ni publicara el discurso, ya que no quería una disputa. Wesley publicó su sermón de todos modos. Whitefield fue uno de los muchos que respondieron. Los dos hombres separaron su práctica en 1741. Wesley escribió que aquellos que tenían una expiación ilimitada no deseaban la separación, pero "aquellos que tenían 'redención particular' no escucharían ninguna acomodación".
En 1770, la controversia estalló de nuevo con violencia y amargura, ya que la opinión de la gente sobre Dios se relacionaba con sus opiniones sobre los hombres y sus posibilidades. Augustus Toplady, Rowland, Richard Hill y otros estaban comprometidos por un lado, mientras que Wesley y Fletcher estaban del otro lado. Toplady fue editor de The Gospel Magazine, que tenía artículos que cubrían la controversia.
En 1778, Wesley comenzó la publicación de The Arminian Magazine, no, dijo, para convencer a los calvinistas, sino para preservar a los metodistas. Quería enseñar la verdad de que "Dios quiere que todos los hombres sean salvos". Una "paz duradera" no se podía asegurar de ninguna otra manera.

### Apoyo al abolicionismo
Más tarde en su ministerio, Wesley fue un gran abolicionista, hablando y escribiendo en contra de la trata de esclavos. Publicó un folleto sobre la esclavitud, titulado Pensamientos sobre la esclavitud, en 1774. Escribió: "La libertad es el derecho de toda criatura humana, tan pronto como respire el aire vital; y ninguna ley humana puede privarlo de ese derecho que deriva de la ley de la naturaleza". Wesley influyó en George Whitefield para que viaje a las colonias, estimulando el debate transatlántico sobre la esclavitud. Wesley fue amigo y mentor de John Newton y William Wilberforce, quienes también influyeron en la abolición de la esclavitud en Gran Bretaña.

### Apoyo a mujeres predicadoras
Las mujeres desempeñaron un papel activo en el Metodismo de Wesley y fueron alentadas a dirigir clases. En 1761, permitió informalmente a Sarah Crosby, una de sus conversas y líder de clase, predicar. En una ocasión en la que más de 200 personas asistieron a una clase que debía enseñar, Crosby sintió que no podía cumplir con sus deberes como líder de clase dada la gran multitud, y decidió predicar en su lugar. Ella le escribió a Wesley para buscar su consejo y perdón. Dejó que Crosby continuara su predicación mientras ella se abstuviera de todos los gestos de predicación que pudiera. Entre 1761 y 1771, Wesley escribió instrucciones detalladas a Crosby y otros, con detalles sobre qué estilos de predicación podrían usar. Por ejemplo, en 1769, Wesley permitió que Crosby hiciera exhortaciones.
En el verano de 1771, Mary Bosanquet le escribió a John Wesley para defender el trabajo de ella y Sarah Crosby predicando y dirigiendo clases en su orfanato, Cross Hall. Se considera que la carta de Bosanquet es la primera defensa completa y verdadera de la predicación de las mujeres en el Metodismo. Su argumento fue que las mujeres deberían ser capaces de predicar cuando experimentan un "llamado extraordinario" o cuando se les da permiso de Dios. Wesley aceptó el argumento de Bosanquet y comenzó formalmente a permitir que las mujeres predicaran el Metodismo en 1771.

## Personalidad y actividades

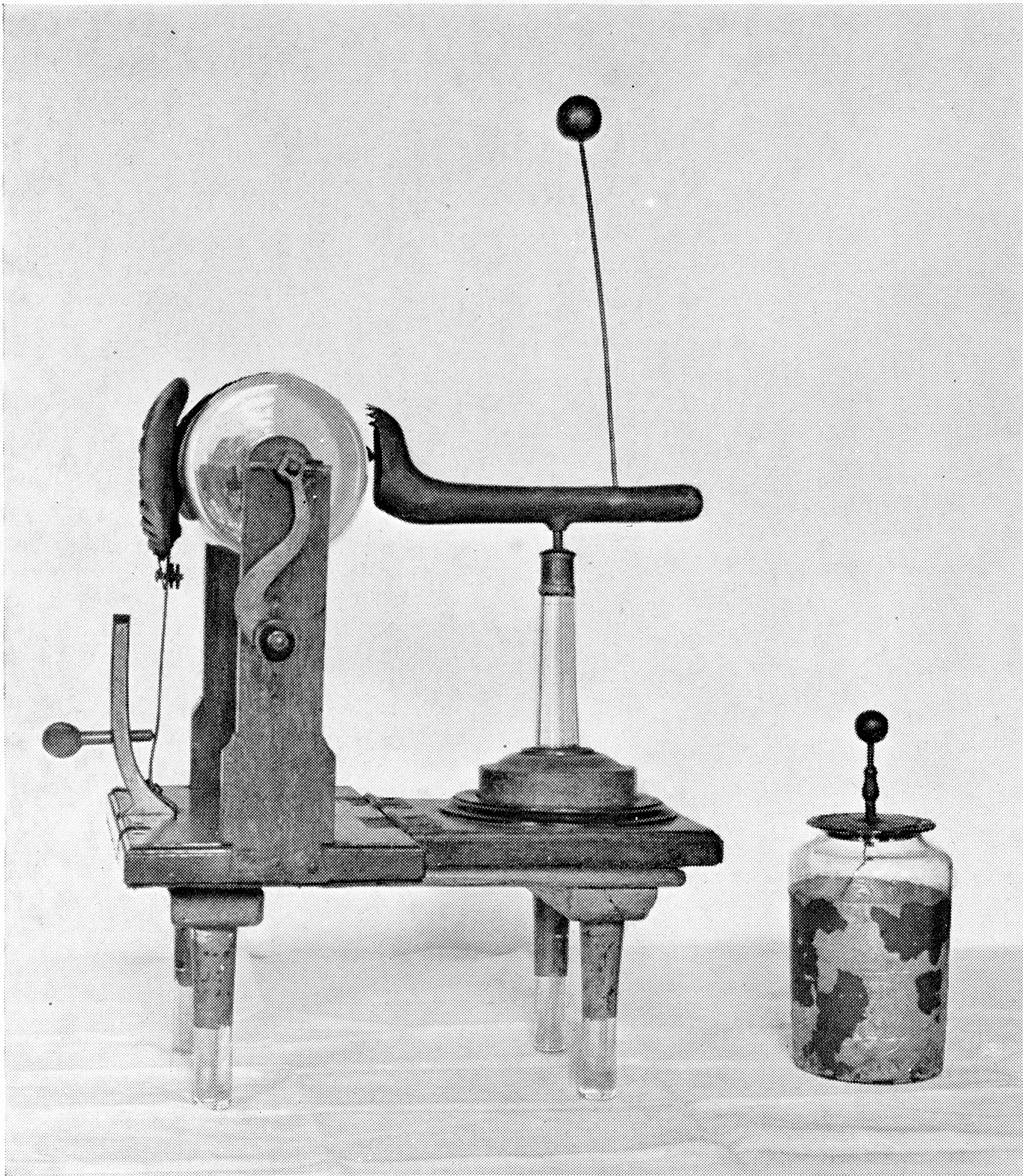
Boceto de una máquina eléctrica diseñada por Wesley

Wesley viajaba mucho, generalmente a caballo, predicando dos o tres veces al día. Stephen Tomkins escribe que "[Wesley] montó 250 000 millas, regaló 30 000 libras ... y predicó más de 40 000 sermones ..."  Formó sociedades, abrió capillas, examinó y comisionó a predicadores, administró organizaciones benéficas de asistencia, prescribió para los enfermos, ayudó a ser pionero en el uso de descargas eléctricas para el tratamiento de enfermedades, supervisó escuelas y orfanatos y publicó sus sermones.
Wesley practicó una dieta vegetariana y más tarde se abstuvo del vino por razones de salud. Wesley advirtió contra los peligros del abuso del alcohol en su famoso sermón, El uso del dinero, y en su carta a un alcohólico. En su sermón, Sobre las diversiones públicas, Wesley dice: "Ves el vino cuando brilla en la copa, y vas a beberlo. ¡Te digo que hay veneno en él! Y, por lo tanto, te ruego que lo tires ". Sin embargo, otros materiales muestran menos preocupación con el consumo de alcohol. Alienta la experimentación en el papel del lúpulo en la elaboración de la cerveza en una carta que data de 1789. A pesar de esto, algunas iglesias metodistas se convirtieron en pioneras en el movimiento teetotal de la templanza de los siglos XIX y XX, y más tarde se convirtió de rigor en todos.

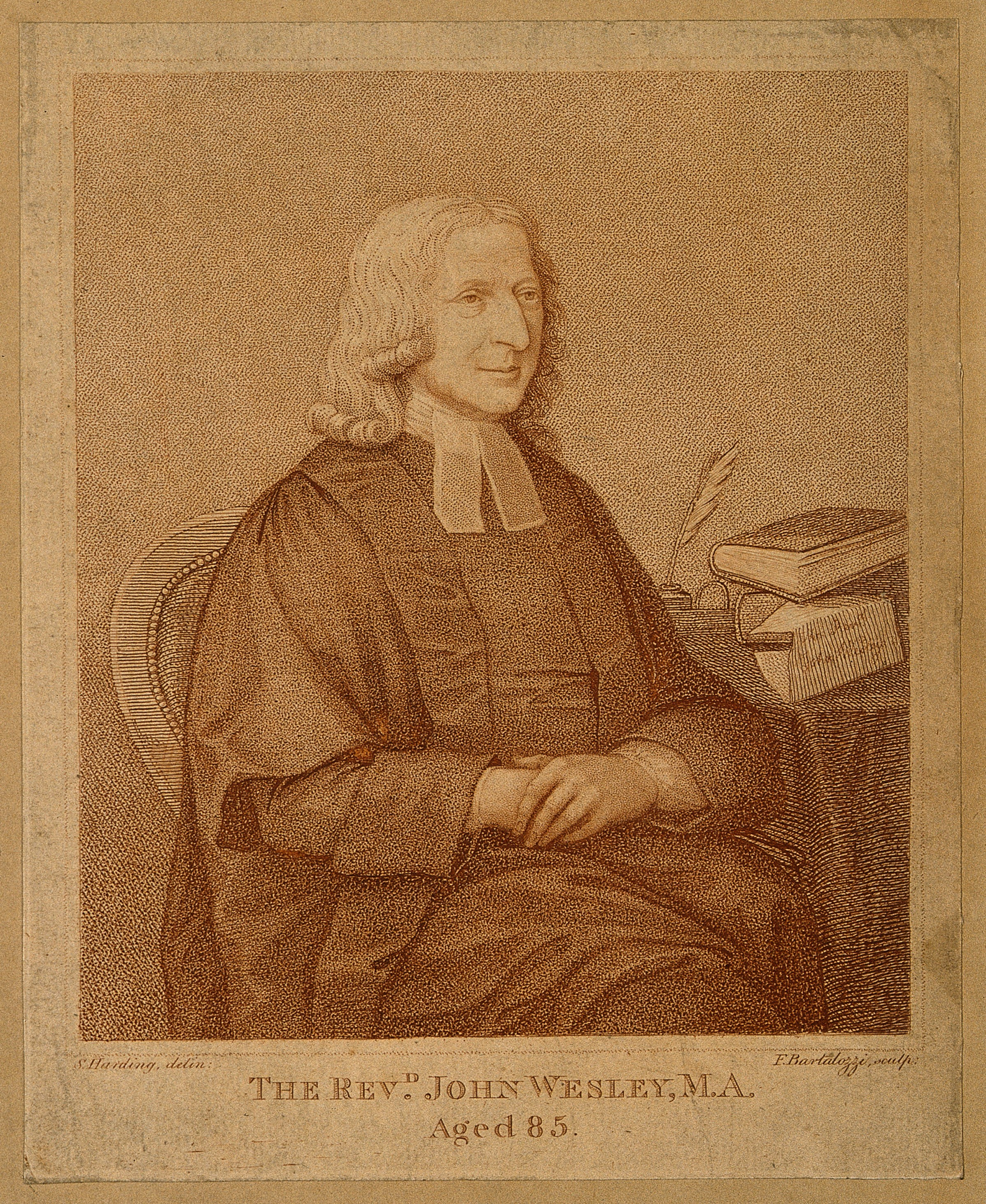
Stipple grabado por Francesco Bartolozzi, 1760.

Después de asistir a una actuación en la Catedral de Bristol en 1758, Wesley dijo: "Fui a la catedral para escuchar al Mesías del Sr. Handel. Dudo si esa congregación fue tan seria en un sermón como lo fue durante esta actuación. En muchos lugares, especialmente varios de los coros, superó mis expectativas ".
Se lo describe por debajo de la altura media, bien proporcionado, fuerte, con un ojo brillante, una tez clara y una cara santa e intelectual. Aunque Wesley favorecía el celibato en lugar del vínculo matrimonial, se casó muy tristemente a la edad de 48 años con una viuda, Mary Vazeille, descrita como "una viuda acomodada y madre de cuatro hijos" . La pareja no tuvo hijos. Vazeille lo dejó 15 años después. John Singleton escribe: "Para 1758 ella lo había dejado, incapaz de hacer frente, según se dice, a la competencia por su tiempo y devoción presentada por el movimiento Metodista en constante crecimiento. Molly, como era conocida, debía regresar y dejarlo. nuevamente en varias ocasiones antes de su separación final ". Wesley informó irónicamente en su diario:" No la abandoné, no la descarté, no la recordaré ".
En 1770, a la muerte de George Whitefield, Wesley escribió un sermón conmemorativo que elogió las cualidades admirables de Whitefield y reconoció las diferencias de los dos hombres: "Hay muchas doctrinas de una naturaleza menos esencial ... En estas podemos pensar y dejar de pensar; nosotros puede 'aceptar estar en desacuerdo'. Pero, mientras tanto, retengamos lo esencial ... " Wesley fue el primero en escribir la frase" aceptar estar en desacuerdo ".

## Muerte

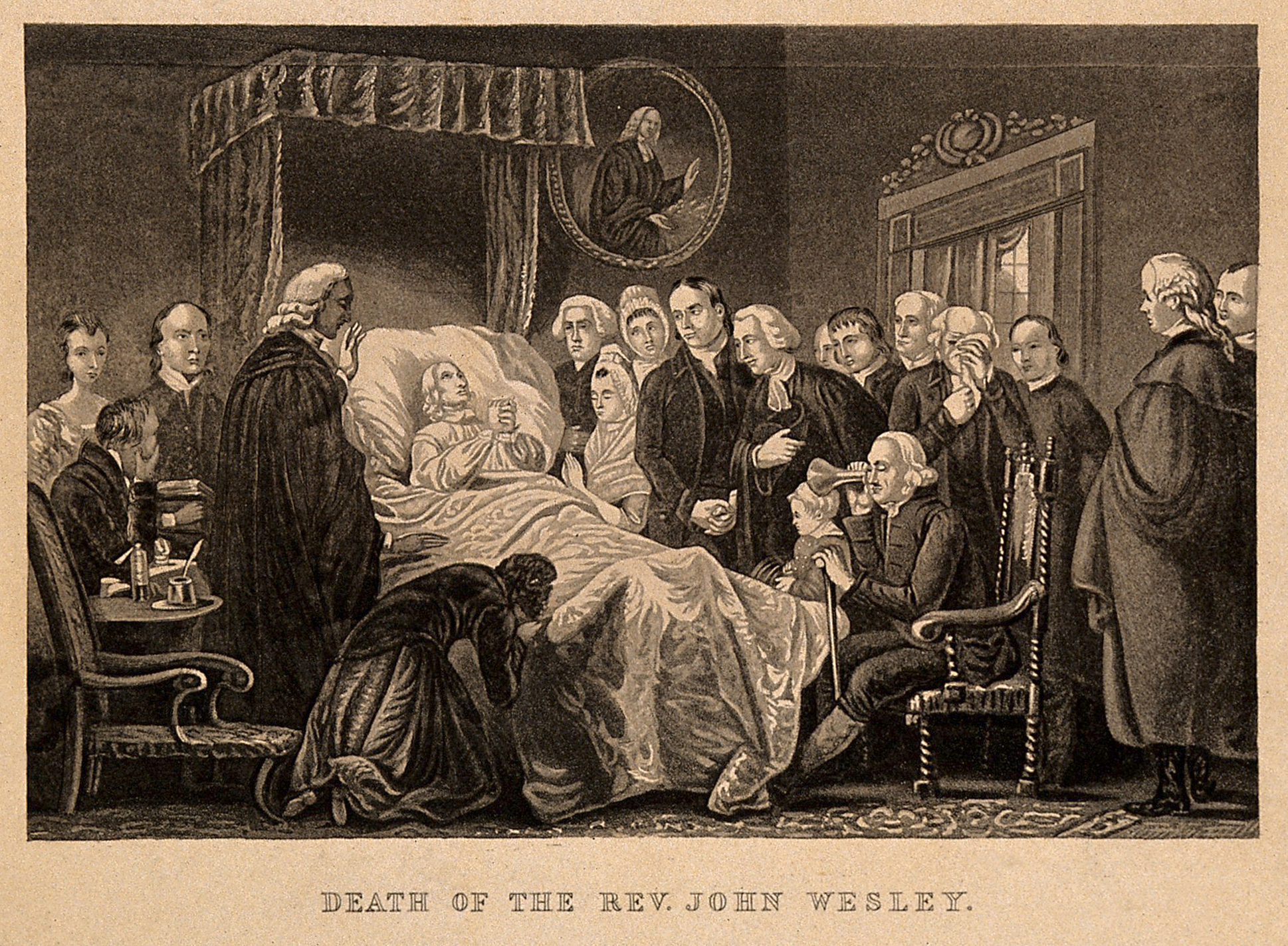
Wesley en su lecho de muerte: "Lo mejor de todo es que Dios está con nosotros". Mezzotint de John Sartain.

La salud de Wesley disminuyó bruscamente hacia el final de su vida y dejó de predicar. El 28 de junio de 1790, menos de un año antes de su muerte, escribió:
Este día entro en mi ochenta y ocho años. Durante más de ochenta y seis años, no encontré ninguna de las enfermedades de la vejez: mis ojos no se oscurecieron, ni mi fuerza natural disminuyó. Pero en agosto pasado, encontré un cambio casi repentino. Tenía los ojos tan oscuros que no me ayudarían las gafas. Asimismo, mi fuerza ahora me abandonó y probablemente no volverá en este mundo.

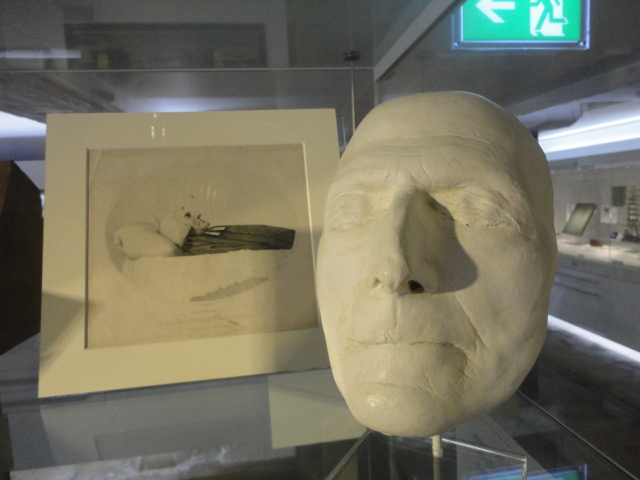
La máscara de la muerte de Wesley, expuesta en el Museo del Metodismo, Londres

Wesley murió el 2 de marzo de 1791, a la edad de 87 años. Mientras yacía moribundo, sus amigos se reunieron a su alrededor, Wesley agarró sus manos y dijo repetidamente: "Adiós, adiós". Al final, dijo: "Lo mejor de todo es que Dios está con nosotros", levantó los brazos y volvió a alzar su débil voz, repitiendo las palabras: "Lo mejor de todo es que Dios está con nosotros" . Fue sepultado en su capilla en City Road, Londres.
Debido a su naturaleza caritativa, murió pobre, dejando como resultado del trabajo de su vida 135,000 miembros y 541 predicadores itinerantes bajo el nombre de "Metodista". Se ha dicho que "cuando llevaron a John Wesley a su tumba, dejó una buena biblioteca de libros, un vestido de clérigo muy usado" y la Iglesia metodista.

## Trabajo literario

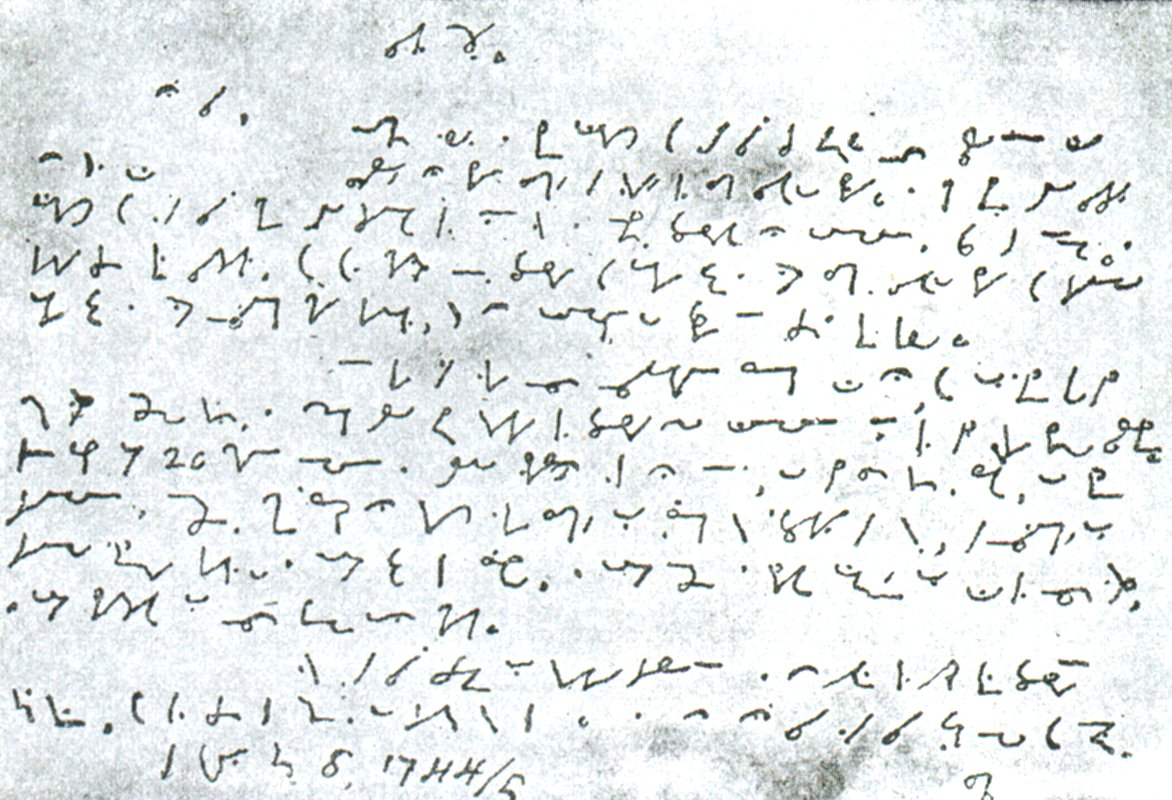
La taquigrafía de Wesley

Wesley escribió, editó o resumió unas 400 publicaciones. Además de teología, escribió sobre música, matrimonio, medicina, abolicionismo y política. Wesley era un pensador lógico y se expresó de manera clara, concisa y contundente por escrito. Sus sermones escritos se caracterizan por la seriedad espiritual y la simplicidad. Son doctrinales pero no dogmáticos. Sus cuarenta y cuatro sermones y las notas sobre el Nuevo Testamento (1755) son estándares doctrinales metodistas. Wesley era un predicador fluido, poderoso y efectivo; solía predicar espontáneamente y brevemente, aunque ocasionalmente con gran extensión.
En su Biblioteca Cristiana (1750), escribe sobre místicos como Macario de Egipto, Efrén el sirio, Madame Guyon, François Fénelon, Ignacio de Loyola, Juan de Ávila, Francisco de Sales, Blaise Pascal y Antoinette Bourignon. El trabajo refleja la influencia del misticismo cristiano en el ministerio de Wesley desde el principio hasta el final, [8] aunque alguna vez lo rechazó después del fracaso en la misión de Georgia.
La prosa de Wesley, las obras fueron recopiladas por él mismo (32 vols., Bristol, 1771–74, frecuentemente reimpresas en ediciones que varían mucho en el número de volúmenes). Sus principales obras en prosa son una publicación estándar en siete volúmenes de octavo del Methodist Book Concern, Nueva York. Las obras poéticas de John y Charles, ed. G. Osborn, apareció en 13 vols., Londres, 1868-1872.
Además de sus Sermones y Notas están sus Diarios (originalmente publicados en 20 partes, Londres, 1740–89; nueva edición de N. Curnock que contiene notas de diarios no publicados, 6 vols., Vols. I – ii, Londres y Nueva York , 1909–11); La doctrina del pecado original (Bristol, 1757; en respuesta al Dr. John Taylor de Norwich); A Earnest Appeal to Men of Reason and Religion (originalmente publicado en tres partes; 2.ª ed., Bristol, 1743), una elaborada defensa del metodismo, que describe los males de los tiempos en la sociedad y la iglesia; y una cuenta llana de la perfección cristiana (1766).
Wesley adaptó el Libro de Oración Común para su uso por los metodistas estadounidenses. En su servicio de Watch Night, hizo uso de una oración pietista conocida generalmente como la Oración del Pacto de Wesley, quizás su contribución más famosa a la liturgia cristiana. También fue un notable escritor de himnos, traductor y compilador de un himnario.
Wesley también escribió sobre física y medicina, como en The Desideratum, subtitulada Electricidad hecha simple y útil por un amante de la humanidad y del sentido común (1759). y física primitiva, o un método fácil y natural para curar la mayoría de las enfermedades.
A pesar de la proliferación de su producción literaria, Wesley fue desafiado por plagio por pedir prestado mucho de un ensayo de Samuel Johnson, publicado en marzo de 1775. Inicialmente negando el cargo, Wesley se retractó y se disculpó oficialmente.

## Metodología
Aldous Huxley, en su Nueva Visita a un Mundo Feliz, explica que el enorme éxito de John Wesley como predicador 
se basaba en una comprensión intuitiva del sistema nervioso central. Iniciaba su sermón con una larga y detallada descripción de los tormentos a los que sus oyentes, a menos que se convirtieran, serían indudablemente condenados por toda la eternidad. Luego, cuando el terror y una angustiosa sensación de culpabilidad habían llevado al auditorio al linde de un completo derrumbe cerebral o, en algunos casos, más allá del linde, cambiaba de tono y prometía la salvación a aquellos que creyeran y se arrepintieran. Con esta clase de predicación, Wesley convirtió a miles de hombres, mujeres y niños. El miedo intenso y prolongado los deprimía y creaba en ellos un estado de impresionabilidad muy intensificada. En este estado se inclinaban a aceptar sin discutir los pronunciamientos teológicos del predicador. Al cabo de lo cual se los reintegraba con palabras de consuelo y salían de la prueba con normas de conducta nuevas y generalmente mejores, implantadas sin desarraigo posible en sus mentes y sistemas nerviosos.

## Comienzos del Gran Avivamiento

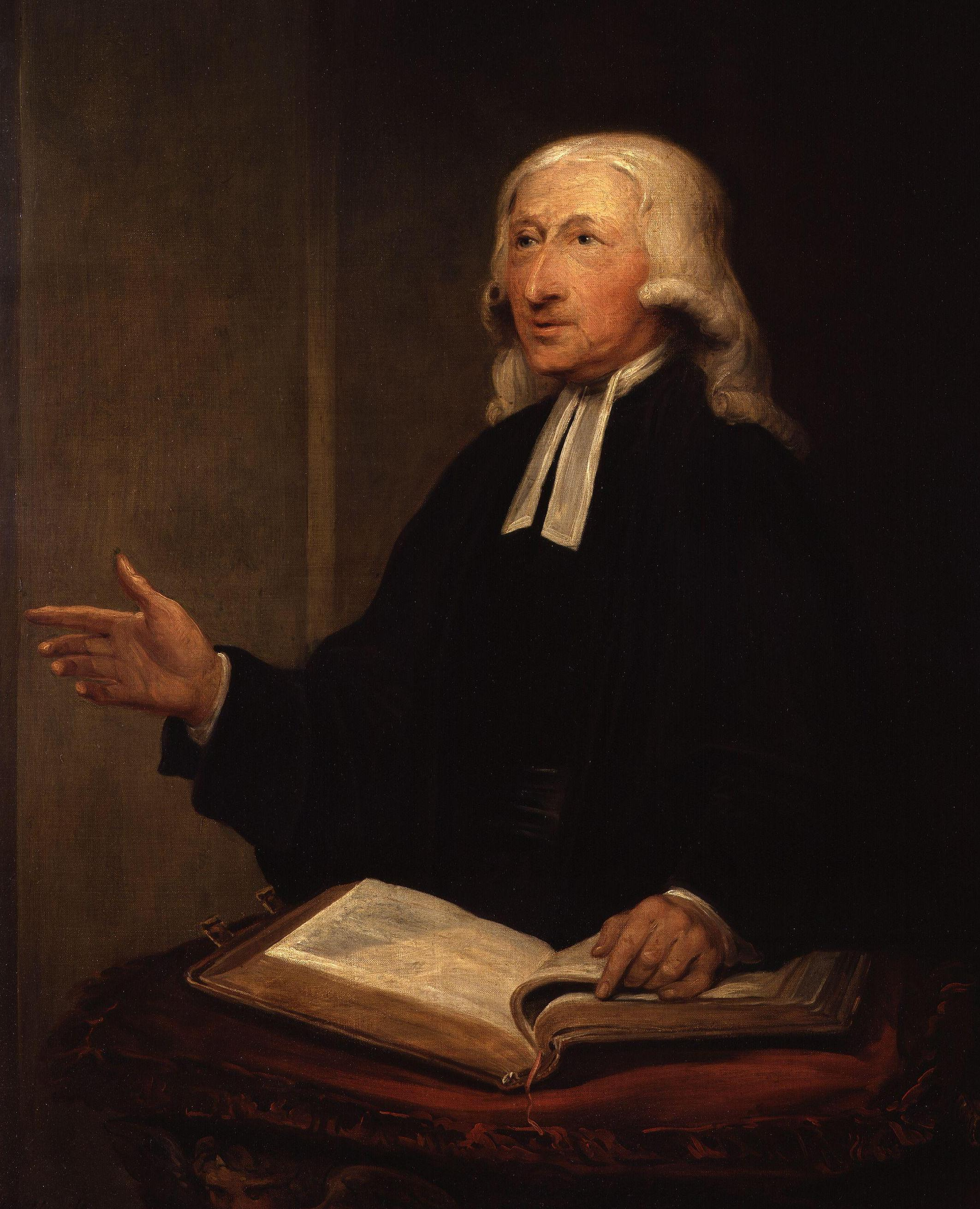
Retrato de John Wesley realizado por William Hamilton en 1788

John en compañía de su hermano Charles fueron enviados a Georgia (EE. UU.) por la Sociedad para la Propagación del Evangelio, y allí los dos desarrollaron sus capacidades como predicadores. Durante la travesía se encontraron en compañía de varios Hermanos Moravos, miembros de la asociación recientemente renovada por la actividad del conde Nicolaus Ludwig von Zinzendorf. John Wesley observó en su diario que durante una gran tempestad, cuando todos los ingleses a bordo perdieron enteramente la compostura, estos alemanes lo impresionaron con su calma y total resignación a Dios. También observó la humildad de ellos pese a tratos insultantes.
Fue al volver a Inglaterra cuando vivió profundas experiencias y desarrolló su notable capacidad como predicador popular, que le hicieron un líder nacional. En aquel tiempo se asoció con el predicador George Whitefield, de fama imperecedera por su elocuencia impresionante.
En el año 1738 compartió con sus amigos la experiencia de la santificación (experiencia del corazón ardiente), ya que su creencia era que una vida disciplinada hacía que uno agradara a Dios. Por tanto, los moravos y él comienzan a orar para que John sea santificado. Tiene la experiencia y fue usado por Dios en un nuevo tiempo de avivamiento y de mover el Espíritu Santo. Según los teólogos, los siguientes patrones son evidencias del avivamiento:
- Oración intensa.
- Predicación poderosa de la Palabra.
- Manifestaciones sobrenaturales.
- Conversión de la gente.
- Cambio social.
- Involucramiento de los creyentes en el ministerio.[cita requerida]

Los fundadores de la Iglesia metodista-Calvinista en Gales fueron Daniel Rowland y Howard Harris. En tres años, en Massachusetts se convirtieron cincuenta mil personas. Cuando Wesley murió en 1791, había 140.000 miembros de la Iglesia Metodista. En Gales se vivió un avivamiento nacional donde en seis meses se convirtieron cien mil personas. LoWesley tenían un grupo que se llamaba “las sociedades”, que contaba con tres reglas:
- No hacer daño alguno.
- Hacer todo el bien que se pueda.
- Atender las órdenes de Dios.

El otro grupo eran “Las Bandas”. Eran grupos pequeños. Se reunían una vez por semana, llegaban puntualmente, comenzaban con un canto u oración, compartían testimonios y dificultades en la vida cotidiana. Nombraban a un líder para dirigirlos.
El otro era “La Sociedad Selecta”. Estaba compuesta por líderes.
Las clases eran de doce personas, las cuales estaban encargadas de juntar ofrendas para los gastos, tenían estudios bíblicos específicos. De estas clases salieron ocho mil líderes. Wesley decía que las personas después de su conversión necesitaban un proceso de crecimiento en la gracia y conocimiento de las cosas de Dios. Este proceso se llama discipulado.
Formó un grupo llamado “Sociedad para los Nuevos Contactos” y otro “Sociedad para los Penitentes”. El primero predicaba a los nuevos convertidos y el segundo se encargaba de rescatar a los que se apartaban de la Iglesia.

### Centros de investigación y formación de teología wesleyana
- Dr. William Sargant. Battle for the Mind (1957).

- Instituto de Estudios Wesleyanos - Latinoamérica
- E-Comunidad Wesleyana para las Américas

- Wikimedia Commons alberga una galería multimedia sobre John Wesley.
- Wikiquote alberga frases célebres de o sobre John Wesley.
- Biografía de la vida hogareña de Juan y Carlos Wesley
- Desarrollo cristiano
- Sermones de Wesley
- Obras de Wesley Archivado el 12 de diciembre de 2015 en Wayback Machine.
- La Teología de Wesley y sus fuentes
- Visión Bíblica de Wesley y su contribución a la misión de la Iglesia Archivado el 4 de marzo de 2016 en Wayback Machine.

- Datos: Q213393
- Multimedia: John Wesley / Q213393
- Citas célebres: John Wesley